# J.C.Staff
J.C.Staff Co., Ltd. (株式会社ジェー・シー・スタッフ Kabushiki gaisha Jē Shī Sutaffu?,  donde las letras «J» y «C» corresponden a Japan Creative) es un estudio japonés de animación fundado en enero de 1986 por Tomoyuki Miyata, que anteriormente había trabajado en Tatsunoko Production. Es miembro de Japan Video Association.
El estudio ha producido varios animes famosos como Utena, Excel Saga, Slayers, Orphen, Honey and Clover, Alien 9, Azumanga Daioh junto con las de mayor peso correspondientemente To Aru Majutsu no Index, Dungeon ni Deai o Motomeru no wa Machigatteiru Darō ka, Kaichō wa Maid-sama!, Toradora!, Shakugan no Shana, Prison School, Zero no Tsukaima, Bakuman, Karin, Sakura-sō no Pet na Kanojo, Shokugeki no Sōma y muchos otros.

## Historia
El Sr. Tomoyuki Miyata, fue el que fundó la compañía en Mitaka, Tokio en 1986 después de ser productor del estudio Kitty Film Mitaka. En 2002, el estudio se muda a la estación de Musashisaka.
Su primer trabajo fue la OVA de tres episodios Sengoku Kidan Yōtōden en 1987, pero el trabajo por contratación original de series de televisión fue Metal Fighter Miku en 1994.
Desde 2005, la mayoría de sus obras han sido dirigidas por Takashi Watanabe, Ken'ichi Kasai y Yoshiaki Iwasaki. La empresa sufrió algunos daños durante el terremoto en 2011.

## Filmografía

### Series de televisión

#### 1990
| Año  | Título                              | Director(es)                     | Fecha de primera transmisión | Fecha de última transmisión | Eps. | Notas                                                                                         | Refs. |
| ---- | ----------------------------------- | -------------------------------- | ---------------------------- | --------------------------- | ---- | --------------------------------------------------------------------------------------------- | ----- |
| 1994 | Metal Fighter Miku                  | Akiyuki Shinbo                   | 8 de julio de 1994           | 30 de septiembre de 1994    | 13   | Historia original.                                                                            |       |
| 1995 | Touma Kijin Den Oni                 | Iku Suzuki                       | 5 de octubre de 1995         | 21 de marzo de 1996         | 25   | Basado en la serie japonesa de juegos de rol ONI.                                             |       |
| 1997 | Shōjo Kakumei Utena                 | Kunihiko Ikuhara                 | 2 de abril de 1997           | 24 de diciembre de 1997     | 39   | Historia original.                                                                            |       |
| 1997 | Maze☆Bakunetsu Jikuu                | Iku Suzuki                       | 3 de abril de 1997           | 25 de septiembre de 1997    | 25   | Adaptación de las novelas ligeras escritas por Satoru Akahori.                                |       |
| 1998 | Alice SOS                           | Shingo Kaneko                    | 6 de abril de 1998           | 28 de enero de 1999         | 28   | Historia original.                                                                            |       |
| 1998 | Kare Kano                           | Hideaki Anno Hiroki Satō         | 2 de octubre de 1998         | 23 de marzo de 1999         | 26   | Adaptación del manga escrito e ilustrado por Masami Tsuda. Coproducción junto a Gainax.       |       |
| 1998 | Majutsushi Orphen                   | Hiroshi Watanabe                 | 3 de octubre de 1998         | 27 de marzo de 1999         | 24   | Adaptación de las novelas ligeras escritas por Yoshinobu Akita e ilustradas por Yuuya Kusaka. |       |
| 1998 | Yume de Aetara                      | Takeshi Yamaguchi                | 30 de noviembre de 1998      | 24 de diciembre de 1998     | 16   | Adaptación del manga escrito e ilustrado por Noriyuki Yamahana.                               |       |
| 1999 | Iketeru Futari                      | Hideki Okamoto Takeshi Yamaguchi | 2 de febrero de 1999         | 26 de febrero de 1999       | 16   | Adaptación del manga escrito e ilustrado por Takashi Sano.                                    |       |
| 1999 | Soreyuke! Uchū Senkan Yamamoto Yōko | Akiyuki Shinbo                   | 4 de abril de 1999           | 26 de septiembre de 1999    | 26   | Adaptación de la novela escrita por Takashi Shōji.                                            |       |
| 1999 | Majutsushi Orphen: Revenge          | Tōru Takahashi                   | 2 de octubre de 1999         | 27 de marzo de 2000         | 23   | Secuela de Majutsushi Orphen.                                                                 |       |
| 1999 | Excel Saga                          | Shinichi Watanabe                | 7 de octubre de 1999         | 30 de marzo de 2000         | 26   | Adaptación del manga escrito e ilustrado por Koshi Rikdo.                                     |       |

#### 2000
| Año  | Título                                  | Director(es)              | Fecha de primera transmisión | Fecha de última transmisión | Eps. | Notas                                                                                              | Refs. |
| ---- | --------------------------------------- | ------------------------- | ---------------------------- | --------------------------- | ---- | -------------------------------------------------------------------------------------------------- | ----- |
| 2000 | Daa! Daa! Daa!                          | Hiroaki Sakurai           | 28 de marzo de 2000          | 26 de febrero de 2002       | 78   | Adaptación del manga escrito e ilustrado por Mika Kawamura.                                        |       |
| 2000 | Yami no Matsuei                         | Hiroko Tokita             | 2 de octubre de 2000         | 18 de diciembre de 2000     | 13   | Adaptación del manga escrito e ilustrado por Yōko Matsushita.                                      |       |
| 2001 | Mahō Senshi Louie                       | Yoshitaka Koyama          | 3 de abril de 2001           | 18 de septiembre de 2001    | 24   | Adaptación de las novelas ligeras escritas por Ryō Mizuno.                                         |       |
| 2001 | PaRappa the Rapper                      | Hiroaki Sakurai           | 14 de abril de 2001          | 11 de enero de 2002         | 30   | Adaptación del videojuego desarrollado por NanaOn-Sha y Sony. Coproducción junto a Production I.G. |       |
| 2001 | Chicchana Yukitsukai Sugar              | Shinichiro Kimura         | 3 de octubre de 2001         | 27 de marzo de 2002         | 24   | Historia original.                                                                                 |       |
| 2002 | Azumanga Daioh The Animation            | Hiroshi Nishikiori        | 4 de abril de 2002           | 30 de septiembre de 2002    | 26   | Adaptación del manga escrito e ilustrado por Kiyohiko Azuma.                                       |       |
| 2002 | Ai Yori Aoshi                           | Masami Shimoda            | 11 de abril de 2002          | 26 de septiembre de 2002    | 24   | Adaptación del manga escrito e ilustrado por Kou Fumizuki.                                         |       |
| 2002 | Spiral: Suiri no Kizuna                 | Shingo Kaneko             | 1 de octubre de 2002         | 25 de marzo de 2003         | 25   | Adaptación del manga escrito e ilustrado por Kyō Shirodaira.                                       |       |
| 2003 | Nanaka 6/17                             | Hiroaki Sakurai           | 8 de enero de 2003           | 26 de marzo de 2003         | 12   | Adaptación del manga escrito e ilustrado por Ken Yagami.                                           |       |
| 2003 | Mahōtsukai ni Taisetsu na Koto          | Masami Shimoda            | 9 de enero de 2003           | 27 de marzo de 2003         | 12   | Adaptación del manga escrito por Norie Yamada e ilustrado por Kumichi Yoshizuki.                   |       |
| 2003 | Gunparade March: Arata Naru Kougunka    | Katsushi Sakurabi         | 6 de febrero de 2003         | 24 de abril de 2003         | 12   | Adaptación del videojuego desarrollado por Alfa System.                                            |       |
| 2003 | Ikki Tōsen                              | Takashi Watanabe          | 30 de julio de 2003          | 22 de octubre de 2003       | 13   | Adaptación del manga escrito e ilustrado por Yūji Shiozaki.                                        |       |
| 2003 | R.O.D: The TV                           | Kōji Masunari             | 1 de octubre de 2003         | 16 de marzo de 2004         | 26   | Secuela de R.O.D: Read or Die.                                                                     |       |
| 2003 | Shingetsutan Tsukihime                  | Katsushi Sakurabi         | 9 de octubre de 2003         | 25 de diciembre de 2003     | 12   | Adaptación de la novela visual desarrollada por Type-Moon.                                         |       |
| 2003 | Ai Yori Aoshi: Enishi                   | Masami Shimoda            | 13 de octubre de 2003        | 29 de diciembre de 2003     | 12   | Secuela de Ai Yori Aoshi.                                                                          |       |
| 2003 | Maburaho                                | Shinichiro Kimura         | 14 de octubre de 2003        | 6 de abril de 2004          | 24   | Adaptación de las novelas ligeras escritas por Toshihiko Tsukiji e ilustradas por Eiji Komatsu.    |       |
| 2004 | Hikari to Mizu no Daphne                | Takashi Ikehata           | 15 de enero de 2004          | 3 de julio de 2004          | 24   | Historia original.                                                                                 |       |
| 2004 | Sensei no Ojikan: Dokidoki School Hours | Yoshiaki Iwasaki          | 4 de abril de 2004           | 27 de junio de 2004         | 13   | Adaptación del manga yonkoma escrito e ilustrado por Tamami Momose.                                |       |
| 2004 | Bōkyaku no Senritsu                     | Hiroshi Nishikiori        | 6 de abril de 2004           | 21 de septiembre de 2004    | 24   | Adaptación del manga escrito e ilustrado por Shinji Katakura. Coproducción junto a Gainax.         |       |
| 2005 | Starship Operators                      | Takashi Watanabe          | 5 de enero de 2005           | 30 de marzo de 2005         | 13   | Adaptación de las novelas ligeras escritas por Ryō Mizuno e ilustradas por Ryu Naito.              |       |
| 2005 | Mahoraba - Heartful Days                | Shinichiro Kimura         | 10 de enero de 2005          | 26 de junio de 2005         | 26   | Adaptación del manga escrito e ilustrado por Akira Kojima.                                         |       |
| 2005 | Gokujō Seitokai                         | Yoshiaki Iwasaki          | 6 de abril de 2005           | 28 de septiembre de 2005    | 26   | Historia original.                                                                                 |       |
| 2005 | Loveless                                | Yū Kō                     | 7 de abril de 2005           | 30 de junio de 2005         | 12   | Adaptación del manga escrito e ilustrado por Yun Kōga.                                             |       |
| 2005 | Hachimitsu to Clover                    | Kenichi Kasai             | 14 de abril de 2005          | 26 de septiembre de 2005    | 24   | Adaptación del manga escrito e ilustrado por Chika Umino.                                          |       |
| 2005 | Okusama wa Mahō Shōjo                   | Hiroshi Nishikiori        | 4 de julio de 2005           | 25 de septiembre de 2005    | 13   | Historia original.                                                                                 |       |
| 2005 | Shakugan no Shana                       | Takashi Watanabe          | 6 de octubre de 2005         | 23 de marzo de 2006         | 24   | Adaptación de las novelas ligeras escritas por Yashichirō Takahashi e ilustradas por Noizi Ito.    |       |
| 2005 | Karin                                   | Shinichiro Kimura         | 3 de noviembre de 2005       | 11 de mayo de 2006          | 24   | Adaptación del manga escrito e ilustrado por Yuna Kagesaki.                                        |       |
| 2006 | Yomigaeru Sora: Rescue Wings            | Katsushi Sakurabi         | 8 de enero de 2006           | 26 de marzo de 2006         | 12   | Secuela de Yomigaeru Sora: Rescue Wings - Saigo no Shigoto.                                        |       |
| 2006 | Fushigiboshi no☆Futagohime Gyu!         | Junichi Satō Shōgo Kōmoto | 2 de abril de 2005           | 25 de marzo de 2006         | 51   | Secuela de Fushigiboshi no☆Futagohime. Coproducción junto a Hal Film Maker.                        |       |
| 2006 | Hachimitsu to Clover II                 | Tatsuyuki Nagai           | 29 de junio de 2006          | 14 de septiembre de 2006    | 12   | Secuela de Hachimitsu to Clover.                                                                   |       |
| 2006 | Zero no Tsukaima                        | Yoshiaki Iwasaki          | 2 de julio de 2006           | 25 de septiembre de 2006    | 13   | Adaptación de las novelas ligeras escritas por Noboru Yamaguchi e ilustradas por Eiji Usatsuka.    |       |
| 2006 | Ghost Hunt                              | Rei Mano                  | 3 de octubre de 2006         | 27 de marzo de 2007         | 25   | Adaptación de las novelas ligeras escritas por Fuyumi Ono.                                         |       |
| 2006 | Asatte no Hōkō                          | Katsushi Sakurabi         | 5 de octubre de 2006         | 21 de diciembre de 2006     | 12   | Adaptación del manga escrito e ilustrado por J-ta Yamada.                                          |       |
| 2007 | Nodame Cantabile                        | Kenichi Kasai             | 11 de enero de 2007          | 26 de junio de 2007         | 23   | Adaptación del manga escrito e ilustrado por Tomoko Ninomiya.                                      |       |
| 2007 | Sky Girls                               | Yoshiaki Iwasaki          | 5 de julio de 2007           | 27 de diciembre de 2007     | 26   | Historia original.                                                                                 |       |
| 2007 | Potemayo                                | Takashi Ikehata           | 6 de julio de 2007           | 21 de septiembre de 2007    | 12   | Adaptación del manga yonkoma escrito e ilustrado por Haruka Ogataya.                               |       |
| 2007 | Zero no Tsukaima: Futatsuki no Kishi    | Yū Kō                     | 8 de julio de 2007           | 24 de septiembre de 2007    | 12   | Secuela de Zero no Tsukaima.                                                                       |       |
| 2007 | Shakugan no Shana II                    | Takashi Watanabe          | 5 de octubre de 2007         | 28 de marzo de 2008         | 24   | Secuela de Shakugan no Shana.                                                                      |       |
| 2007 | KimiKiss: Pure Rouge                    | Kenichi Kasai             | 6 de octubre de 2007         | 24 de marzo de 2008         | 24   | Adaptación del videojuego desarrollado por Enterbrain.                                             |       |
| 2008 | Shigofumi                               | Tatsuo Satō               | 6 de enero de 2008           | 22 de marzo de 2008         | 12   | Historia original.                                                                                 |       |
| 2008 | Nabari no Ō                             | Kunihisa Sugishima        | 6 de abril de 2008           | 28 de septiembre de 2008    | 26   | Adaptación del manga escrito e ilustrado por Yūki Kamatani.                                        |       |
| 2008 | Slayers Revolution                      | Takashi Watanabe          | 3 de julio de 2008           | 25 de septiembre de 2008    | 13   | Secuela de Slayers Try.                                                                            |       |
| 2008 | Zero no Tsukaima: Princesses no Rondo   | Yū Kō                     | 6 de julio de 2008           | 21 de septiembre de 2008    | 12   | Secuela de Zero no Tsukaima: Futatsuki no Kishi.                                                   |       |
| 2008 | Toradora!                               | Tatsuyuki Nagai           | 2 de octubre de 2008         | 26 de marzo de 2009         | 25   | Adaptación de las novelas ligeras escritas por Yuyuko Takemiya e ilustradas por Yasu.              |       |
| 2008 | To Aru Majutsu no Index                 | Hiroshi Nishikiori        | 4 de octubre de 2008         | 19 de marzo de 2009         | 24   | Adaptación de las novelas ligeras escritas por Kazuma Kamachi e ilustradas por Haimura Kiyotaka.   |       |
| 2008 | Nodame Cantabile: Paris-Hen             | Chiaki Kon                | 9 de octubre de 2008         | 18 de diciembre de 2008     | 11   | Secuela de Nodame Cantabile.                                                                       |       |
| 2009 | Slayers Evolution-R                     | Takashi Watanabe          | 12 de enero de 2009          | 6 de abril de 2009          | 13   | Secuela de Slayers Revolution.                                                                     |       |
| 2009 | Hayate no Gotoku!!                      | Yoshiaki Iwasaki          | 3 de abril de 2009           | 18 de septiembre de 2009    | 25   | Secuela de Hayate no Gotoku!!: Atsu ga Natsuize - Mizugi-hen!.                                     |       |
| 2009 | Hatsukoi Limited.                       | Yoshiki Yamakawa          | 11 de abril de 2009          | 27 de junio de 2009         | 12   | Adaptación del manga escrito e ilustrado por Mizuki Kawashita.                                     |       |
| 2009 | Aoi Hana                                | Kenichi Kasai             | 2 de julio de 2009           | 10 de septiembre de 2009    | 11   | Adaptación del manga escrito e ilustrado por Takako Shimura.                                       |       |
| 2009 | Taishō Yakyū Musume.                    | Takashi Ikehata           | 2 de julio de 2009           | 24 de septiembre de 2009    | 12   | Adaptación de las novelas ligeras escritas por Atsushi Kagurazaka e ilustradas por Sadaji Koike.   |       |
| 2009 | To Aru Kagaku no Railgun                | Tatsuyuki Nagai           | 3 de octubre de 2009         | 20 de marzo de 2010         | 24   | Adaptación del manga escrito por Kazuma Kamachi e ilustrado por Motoi Fuyukawa.                    |       |

#### 2010
| Año  | Título                                                                         | Director(es)                  | Fecha de primera transmisión | Fecha de última transmisión | Eps. | Notas | Refs.  |
| ---- | ------------------------------------------------------------------------------ | ----------------------------- | ---------------------------- | --------------------------- | ---- | --- | ------ |
| 2010 | Nodame Cantabile: Finale                                                       | Chiaki Kon                    | 14 de enero de 2010          | 25 de marzo de 2010         | 11   | Secuela de Nodame Cantabile: Finale - Mine to Kiyora no Saikai.                                             |        |
| 2010 | Kaichō wa Maid-sama!                                                           | Hiroaki Sakurai               | 1 de abril de 2010           | 29 de septiembre de 2010    | 26   | Adaptación del manga escrito e ilustrado por Hiro Fujiwara.                                                 |        |
| 2010 | Uragiri wa Boku no Namae o Shitteiru                                           | Katsushi Sakurabi             | 11 de abril de 2010          | 19 de septiembre de 2010    | 24   | Adaptación del manga escrito e ilustrado por Hotaru Odagiri.                                                |        |
| 2010 | Ōkami-san to Shichinin no Nakama-tachi                                         | Yoshiaki Iwasaki              | 1 de julio de 2010           | 16 de septiembre de 2010    | 12   | Adaptación de las novelas ligeras escritas por Masashi Okita e ilustradas por Unaji.                        |        |
| 2010 | Bakuman.                                                                       | Kenichi Kasai Noriaki Akitaya | 2 de octubre de 2010         | 3 de abril de 2011          | 25   | Adaptación del manga escrito por Tsugumi Ōba e ilustrado por Takeshi Obata.                                 |        |
| 2010 | Otome Yōkai Zakuro                                                             | Chiaki Kon                    | 4 de octubre de 2010         | 27 de diciembre de 2010     | 13   | Adaptación del manga escrito e ilustrado por Lily Hoshino.                                                  |        |
| 2010 | Tantei Opera Milky Holmes                                                      | Makoto Moriwaki               | 7 de octubre de 2010         | 23 de diciembre de 2010     | 12   | Parte de la franquicia de medios de Bushiroad.                                                              |        |
| 2010 | To Aru Majutsu no Index II                                                     | Hiroshi Nishikiori            | 8 de octubre de 2010         | 1 de abril de 2011          | 24   | Secuela de To Aru Majutsu no Index.                                                                         |        |
| 2011 | Yumekui Merry                                                                  | Shigeyasu Yamauchi            | 6 de enero de 2011           | 7 de abril de 2011          | 13   | Adaptación del manga escrito e ilustrado por Ushiki Yoshitaka.                                              |        |
| 2011 | Hidan no Aria                                                                  | Takashi Watanabe              | 15 de abril de 2011          | 1 de julio de 2011          | 12   | Adaptación de las novelas ligeras escritas por Chūgaku Akamatsu e ilustradas por Kobuichi.                  |        |
| 2011 | Kami-sama no Memo-chō                                                          | Katsushi Sakurabi             | 2 de julio de 2011           | 24 de septiembre de 2011    | 12   | Adaptación de las novelas ligeras escritas por Hikaru Sugii e ilustradas por Mel Kishida.                   |        |
| 2011 | Kaitou Tenshi Twin Angel: Kyun Kyun☆Tokimeki Paradise!!                        | Yoshiaki Iwasaki              | 5 de julio de 2011           | 20 de septiembre de 2011    | 12   | Basada en una serie de juegos de máquinas tragamonedas de TRIVY Corporation.                                |        |
| 2011 | Bakuman. 2nd Season                                                            | Kenichi Kasai Noriaki Akitaya | 1 de octubre de 2011         | 24 de marzo de 2012         | 25   | Secuela de Bakuman..                                                                                        |        |
| 2011 | Kimi to Boku.                                                                  | Mamoru Kanbe                  | 4 de octubre de 2011         | 27 de diciembre de 2011     | 13   | Adaptación del manga escrito e ilustrado por Kiichi Hotta.                                                  |        |
| 2011 | Shakugan no Shana III                                                          | Takashi Watanabe              | 7 de octubre de 2011         | 23 de marzo de 2012         | 24   | Secuela de Shakugan no Shana S.                                                                             |        |
| 2012 | Tantei Opera Milky Holmes Dai 2 Maku                                           | Makoto Moriwaki               | 5 de enero de 2012           | 22 de marzo de 2012         | 12   | Secuela de Tantei Opera Milky Holmes. Coproducción junto a Artland.                                         |        |
| 2012 | Kill Me Baby                                                                   | Yoshiki Yamakawa              | 5 de enero de 2012           | 29 de marzo de 2012         | 13   | Adaptación del manga escrito e ilustrado por Kaduho.                                                        |        |
| 2012 | Zero no Tsukaima F                                                             | Yû Kô                         | 7 de enero de 2012           | 24 de marzo de 2012         | 12   | Secuela de Zero no Tsukaima: Princesses no Rondo.                                                           |        |
| 2012 | Ano Natsu de Matteru                                                           | Tatsuyuki Nagai               | 10 de enero de 2012          | 27 de marzo de 2012         | 12   | Historia original.                                                                                          |        |
| 2012 | Kimi to Boku.                                                                  | Mamoru Kanbe                  | 3 de abril de 2012           | 26 de junio de 2012         | 13   | Secuela de Kimi to Boku..                                                                                   |        |
| 2012 | La storia della Arcana Famiglia                                                | Chiaki Kon                    | 1 de julio de 2012           | 16 de septiembre de 2012    | 12   | Adaptación de la novela visual desarrollada por HuneX.                                                      |        |
| 2012 | Joshiraku                                                                      | Tsutomu Mizushima             | 5 de julio de 2012           | 28 de septiembre de 2012    | 13   | Adaptación del manga escrito por Kōji Kumeta e ilustrado por Yasu.                                          |        |
| 2012 | Little Busters!                                                                | Yoshiki Yamakawa              | 6 de octubre del 2012        | 6 de abril del 2013         | 26   | Adaptación de la novela visual desarrollada por Key.                                                        |        |
| 2012 | Bakuman. 3rd Season                                                            | Kenichi Kasai Noriaki Akitaya | 6 de octubre de 2012         | 30 de marzo de 2013         | 25   | Secuela de Bakuman. 2nd Season.                                                                             |        |
| 2012 | Sakura-sō no Pet na Kanojo                                                     | Atsuko Ishizuka               | 9 de octubre de 2012         | 26 de marzo de 2013         | 24   | Adaptación de las novelas ligeras escritas por Hajime Kamoshida e ilustradas por Kēji Mizoguchi.            |        |
| 2013 | To Aru Kagaku no Railgun S                                                     | Tatsuyuki Nagai               | 12 de abril de 2013          | 27 de septiembre de 2013    | 24   | Secuela de To Aru Kagaku no Railgun.                                                                        |        |
| 2013 | Hentai Ōji to Warawanai Neko.                                                  | Yōhei Suzuki                  | 13 de abril de 2013          | 29 de junio de 2013         | 12   | Adaptación de las novelas ligeras escritas por Sō Sagara e ilustradas por Kantoku.                          |        |
| 2013 | Futari wa Milky Holmes                                                         | Hiroshi Nishikiori            | 13 de julio de 2013          | 28 de septiembre de 2013    | 12   | Secuela de Tantei Opera Milky Holmes Dai 2 Maku. Coproducción junto a Nomad.                                |        |
| 2013 | Golden Time                                                                    | Chiaki Kon                    | 3 de octubre de 2013         | 27 de marzo de 2014         | 24   | Adaptación de las novelas ligeras escritas por Yuyuko Takemiya e ilustradas por Ēji Komatsu.                |        |
| 2013 | Little Busters! Refrain                                                        | Yoshiki Yamakawa              | 5 de octubre del 2013        | 28 de diciembre del 2013    | 13   | Secuela de Little Busters!.                                                                                 |        |
| 2014 | Witch Craft Works                                                              | Tsutomu Mizushima             | 5 de enero de 2014           | 23 de marzo de 2014         | 12   | Adaptación del manga escrito e ilustrado por Ryū Mizunagi.                                                  |        |
| 2014 | Selector Infected WIXOSS                                                       | Takuya Satō                   | 3 de abril de 2014           | 19 de junio de 2014         | 12   | Parte de una franquicia multimedia producida por Takara Tomy, J.C.Staff y Warner Bros. Entertainment Japan. |        |
| 2014 | Fūun Ishin Dai☆Shōgun                                                          | Takashi Watanabe              | 9 de abril de 2014           | 26 de junio de 2014         | 12   | Historia original. Coproducción junto a A.C.G.T.                                                            |        |
| 2014 | Magimoji Rurumo                                                                | Chikara Sakurai               | 9 de julio de 2014           | 24 de septiembre de 2014    | 12   | Adaptación del manga escrito e ilustrado por Wataru Watanabe.                                               |        |
| 2014 | Love Stage!!                                                                   | Kenichi Kasai                 | 9 de julio de 2014           | 10 de septiembre de 2014    | 10   | Adaptación del manga escrito por Eiki Eiki e ilustrado por Taishi Zaō.                                      |        |
| 2014 | Selector Spread WIXOSS                                                         | Takuya Satō                   | 4 de octubre de 2014         | 20 de diciembre de 2014     | 12   | Secuela de Selector Infected WIXOSS.                                                                        |        |
| 2015 | Tantei Opera Milky Holmes TD                                                   | Hiroshi Nishikiori            | 4 de enero de 2015           | 28 de marzo de 2015         | 12   | Secuela de Futari wa Milky Holmes. Coproducción junto a Nomad.                                              |        |
| 2015 | Shokugeki no Sōma                                                              | Yoshitomo Yonetani            | 4 de abril de 2015           | 26 de septiembre de 2015    | 24   | Adaptación del manga escrito por Yūto Tsukuda e ilustrado por Shun Saeki.                                   | [ 4 ]  |
| 2015 | Dungeon ni Deai o Motomeru no wa Machigatteiru Darō ka                         | Yoshiki Yamakawa              | 4 de abril de 2015           | 27 de junio de 2015         | 13   | Adaptación de las novelas ligeras escritas por Fujino Ōmori e ilustradas por Suzuhito Yasuda.               | [ 5 ]  |
| 2015 | Shimoneta to Iu Gainen ga Sonzai Shinai Taikutsu na Sekai                      | Yōhei Suzuki                  | 4 de julio de 2015           | 19 de septiembre de 2015    | 12   | Adaptación de las novelas ligeras escritas por Hirotaka Akagi e ilustradas por Eito Shimotsuki.             |        |
| 2015 | Prison School                                                                  | Tsutomu Mizushima             | 10 de julio de 2015          | 25 de septiembre de 2015    | 12   | Adaptación del manga escrito e ilustrado por Akira Hiramoto.                                                |        |
| 2015 | Heavy Object                                                                   | Takashi Watanabe              | 2 de octubre de 2015         | 25 de marzo de 2016         | 24   | Adaptación de las novelas ligeras escritas por Kazuma Kamachi e ilustradas por Ryō Nagi.                    |        |
| 2016 | Flying Witch                                                                   | Katsushi Sakurabi             | 10 de abril de 2016          | 25 de junio de 2016         | 12   | Adaptación del manga escrito e ilustrado por Chihiro Ishizuka.                                              |        |
| 2016 | Shokugeki no Sōma: Ni no Sara                                                  | Yoshitomo Yonetani            | 2 de julio de 2016           | 24 de septiembre de 2016    | 13   | Secuela de Shokugeki no Sōma.                                                                               | [ 6 ]  |
| 2016 | Saiki Kusuo no Ψ-nan                                                           | Hiroaki Sakurai               | 4 de julio de 2016           | 26 de diciembre de 2016     | 24   | Adaptación del manga escrito e ilustrado por Shūichi Asō.                                                   |        |
| 2016 | Taboo Tattoo                                                                   | Takashi Watanabe              | 4 de julio de 2016           | 19 de septiembre de 2016    | 12   | Adaptación del manga escrito e ilustrado por Shinjirō.                                                      |        |
| 2016 | Amanchu!                                                                       | Junichi Satō                  | 8 de julio de 2016           | 23 de septiembre de 2016    | 12   | Adaptación del manga escrito e ilustrado por Kozue Amano.                                                   |        |
| 2016 | Lostorage Incited WIXOSS                                                       | Takuya Satō                   | 7 de octubre de 2016         | 23 de diciembre de 2016     | 12   | Secuela de Selector Spread WIXOSS.                                                                          |        |
| 2017 | Urara Meirochō                                                                 | Yōhei Suzuki                  | 5 de enero de 2017           | 23 de marzo de 2017         | 12   | Adaptación del manga yonkoma escrito e ilustrado por Harikamo.                                              |        |
| 2017 | Schoolgirl Strikers: Animation Channel                                         | Hiroshi Nishikiori            | 7 de enero de 2017           | 1 de abril de 2017          | 13   | Adaptación del videojuego desarrollado por Square Enix.                                                     |        |
| 2017 | Minami Kamakura Kōkō Joshi Jitensha-Bu                                         | Susumu Kudō                   | 7 de enero de 2017           | 25 de marzo de 2017         | 13   | Adaptación del manga escrito e ilustrado por Noriyuki Matsumoto. Coproducción junto a A.C.G.T.              |        |
| 2017 | Marginal#4: Kiss kara Tsukuru Big Bang                                         | Kentarō Suzuki                | 12 de enero de 2017          | 30 de marzo de 2017         | 12   | Historia original.                                                                                          |        |
| 2017 | Alice to Zōroku                                                                | Katsushi Sakurabi             | 2 de abril de 2017           | 25 de junio de 2017         | 12   | Adaptación del manga escrito e ilustrado por Tetsuya Imai.                                                  |        |
| 2017 | Twin Angel Break                                                               | Yoshiaki Iwasaki              | 7 de abril de 2017           | 23 de junio de 2017         | 12   | Secuela de Kaitō Tenshi Twin Angel: Kyun Kyun☆Tokimeki Paradise!!.                                          |        |
| 2017 | Dungeon ni Deai wo Motomeru no wa Machigatteiru Darō ka Gaiden: Sword Oratoria | Yōhei Suzuki                  | 14 de abril de 2017          | 30 de junio de 2017         | 12   | Adaptación de las novelas ligeras escritas por Fujino Ōmori e ilustradas por Kiyotaka Haimura.              |        |
| 2017 | Vatican Kiseki Chōsakan                                                        | Yoshitomo Yonetani            | 7 de julio de 2017           | 22 de septiembre de 2017    | 12   | Adaptación de las novelas ligeras escritas por Rin Fujiki e ilustradas por THORES Shibamoto.                |        |
| 2017 | UQ Holder!: Magister Negi Magi! 2                                              | Yōhei Suzuki                  | 2 de octubre de 2017         | 18 de diciembre de 2017     | 12   | Secuela de Mahō Sensei Negima! Movie: Anime Final.                                                          |        |
| 2017 | Shokugeki no Sōma: San no Sara                                                 | Yoshitomo Yonetani            | 4 de octubre de 2017         | 20 de diciembre de 2017     | 12   | Secuela de Shokugeki no Sōma: Ni no Sara OVA.                                                               | [ 7 ]  |
| 2017 | Kujira no Kora wa Sajō ni Utau                                                 | Kyōhei Ishiguro               | 8 de octubre de 2017         | 24 de diciembre de 2017     | 12   | Adaptación del manga escrito e ilustrado por Abi Umeda.                                                     |        |
| 2018 | Saiki Kusuo no Ψ-nan 2                                                         | Hiroaki Sakurai               | 17 de enero de 2018          | 27 de junio de 2018         | 24   | Secuela de Saiki Kusuo no Ψ-nan.                                                                            |        |
| 2018 | Amanchu! Advance                                                               | Junichi Satō                  | 7 de abril de 2018           | 23 de junio de 2018         | 12   | Secuela de Amanchu!.                                                                                        |        |
| 2018 | Lostorage Conflated WIXOSS                                                     | Yoshida Risako                | 7 de abril de 2018           | 23 de junio de 2018         | 12   | Secuela de Lostorage Incited WIXOSS.                                                                        |        |
| 2018 | Shokugeki no Sōma: San no Sara - Tōtsuki Ressha-hen                            | Yoshitomo Yonetani            | 9 de abril de 2018           | 25 de junio de 2018         | 12   | Secuela de Shokugeki no Sōma: San no Sara.                                                                  | [ 8 ]  |
| 2018 | Last Period: Owarinaki Rasen no Monogatari                                     | Yoshiaki Iwasaki              | 12 de abril de 2018          | 28 de junio de 2018         | 12   | Adaptación del videojuego desarrollado por Happy Elements.                                                  |        |
| 2018 | Back Street Girls: Gokudolls                                                   | Chiaki Kon                    | 3 de julio de 2018           | 5 de septiembre de 2018     | 10   | Adaptación del manga escrito e ilustrado por Jasmine Gyuh.                                                  |        |
| 2018 | Satsuriku no Tenshi                                                            | Kentarō Suzuki                | 6 de julio de 2018           | 21 de septiembre de 2018    | 12   | Adaptación del manga escrito por Makoto Sanada e ilustrado por Kudan Nazuka.                                |        |
| 2018 | Planet With                                                                    | Yōhei Suzuki                  | 8 de julio de 2018           | 23 de septiembre de 2018    | 12   | Historia original.                                                                                          |        |
| 2018 | Hi Score Girl                                                                  | Yoshiki Yamakawa              | 13 de julio de 2018          | 28 de septiembre de 2018    | 12   | Adaptación del manga escrito e ilustrado por Rensuke Oshikiri.                                              |        |
| 2018 | To Aru Majutsu no Index III                                                    | Hiroshi Nishikiori            | 5 de octubre de 2018         | 5 de abril de 2019          | 26   | Secuela de To Aru Majutsu no Index II.                                                                      |        |
| 2018 | Hangyakusei Million Arthur                                                     | Yōhei Suzuki                  | 25 de octubre de 2018        | 27 de diciembre de 2018     | 10   | Adaptación del videojuego desarrollado por Square Enix.                                                     |        |
| 2019 | Date A Live III                                                                | Keitaro Motonaga              | 11 de enero de 2019          | 29 de marzo de 2019         | 12   | Secuela de Date A Live Movie: Mayuri Judgment.                                                              |        |
| 2019 | Hangyakusei Million Arthur 2nd Season                                          | Yōhei Suzuki                  | 4 de abril de 2019           | 27 de junio de 2019         | 13   | Secuela de Hangyakusei Million Arthur.                                                                      |        |
| 2019 | One Punch Man 2nd Season                                                       | Chikara Sakurai               | 9 de abril de 2019           | 2 de julio de 2019          | 12   | Secuela de One Punch Man.                                                                                   |        |
| 2019 | Machikado Mazoku                                                               | Izumo Itō                     | 11 de julio de 2019          | 26 de septiembre de 2019    | 12   | Adaptación del manga escrito e ilustrado por Rensuke Oshikiri.                                              |        |
| 2019 | Toaru Kagaku no Accelerator                                                    | Nobuharu Kamanaka             | 12 de julio de 2019          | 27 de septiembre de 2019    | 12   | Adaptación del manga escrito por Kazuma Kamachi e ilustrado por Arata Yamaji. Coproducción junto a A.C.G.T. |        |
| 2019 | Tsūjō Kōgeki ga Zentai Kōgeki de Ni-kai Kōgeki no Okāsan wa Suki Desu ka?      | Yoshiaki Iwasaki              | 13 de julio de 2019          | 28 de septiembre de 2019    | 12   | Adaptación de las novelas ligeras escritas por Dachima Inaka e ilustradas por Pochi Iida.                   |        |
| 2019 | Dungeon ni Deai o Motomeru no wa Machigatteiru Darō ka II                      | Hideki Tachibana              | 13 de julio de 2019          | 28 de septiembre de 2019    | 12   | Secuela de Dungeon ni Deai o Motomeru no wa Machigatteiru Darō ka.                                          | [ 9 ]  |
| 2019 | Shokugeki no Sōma: Shin no Sara                                                | Yoshitomo Yonetani            | 12 de octubre de 2019        | 28 de diciembre de 2019     | 12   | Secuela de Shokugeki no Sōma: San no Sara - Tōtsuki Ressha-hen.                                             | [ 10 ] |
| 2019 | Hi Score Girl II                                                               | Yoshiki Yamakawa              | 25 de octubre de 2019        | 20 de diciembre de 2019     | 9    | Secuela de Hi Score Girl: Extra Stage.                                                                      |        |

#### 2020
| Año  | Título | Director(es)                       | Fecha de primera transmisión | Fecha de última transmisión | Eps. | Notas                                                                                             | Refs.                       |
| ---- | --- | ---------------------------------- | ---------------------------- | --------------------------- | ---- | ------------------------------------------------------------------------------------------------- | --------------------------- |
| 2020 | Toaru Kagaku no Railgun T | Tatsuyuki Nagai                    | 10 de enero de 2020          | 25 de septiembre de 2020    | 25   | Secuela de To Aru Kagaku no Railgun S.                                                            | [ 11 ]                      |
| 2020 | Mewkledreamy | Hiroaki Sakurai                    | 5 de abril de 2020           | 4 de abril de 2021          | 48   | Adaptación del personaje Mewkledreamy de Sanrio.                                                  |                             |
| 2020 | Shokugeki no Sōma: Gou no Sara | Yoshitomo Yonetani                 | 11 de abril de 2020          | 25 de septiembre de 2020    | 13   | Secuela de Shokugeki no Sōma: Shin no Sara.                                                       | [ 12 ]                      |
| 2020 | Zo Zo Zo Zombie-kun | Minoru Yamaoka                     | 16 de abril de 2020          | 24 de diciembre de 2020     | 102  | Adaptación del manga escrito e ilustrado por Yasunari Nagatoshi.                                  |                             |
| 2020 | Dungeon ni Deai o Motomeru no wa Machigatteiru Darō ka III | Hideki Tachibana                   | 3 de octubre de 2020         | 19 de diciembre de 2020     | 12   | Secuela de Dungeon ni Deai o Motomeru no wa Machigatteiru Darō ka II.                             | [ 13 ]                      |
| 2021 | WIXOSS Diva(A)Live | Masato Matsune                     | 9 de enero de 2021           | 27 de marzo de 2021         | 12   | Spin-off de la serie WIXOSS.                                                                      |                             |
| 2021 | Skate-Leading☆Stars | Gorō Taniguchi                     | 10 de enero de 2021          | 28 de marzo de 2021         | 12   | Historia original.                                                                                |                             |
| 2021 | Maiko-san Chi no Makanai-san | Yōhei Suzuki                       | 25 de febrero de 2021        | 27 de enero de 2022         | 12   | Adaptación del manga escrito e ilustrado por Aiko Koyama.                                         | [ 14 ]                      |
| 2021 | Sentōin, Hakenshimasu! | Hiroaki Akagi                      | 4 de abril de 2021           | 20 de junio de 2021         | 12   | Adaptación de las novelas ligeras escritas por Natsume Akatsuki e ilustradas por Kakao Lanthanum. | [ 15 ]                      |
| 2021 | Blue Reflection Ray | Risako Yoshida                     | 10 de abril de 2021          | 5 de septiembre de 2021     | 24   | Spin-off del videojuego Blue Reflection desarrollado por Gust Co. Ltd.                            |                             |
| 2021 | Mewkledreamy Mix! | Hiroaki Sakurai                    | 11 de abril de 2021          | 27 de marzo de 2022         | 50   | Secuela de Mewkledreamy.                                                                          |                             |
| 2021 | Edens Zero | Shinji Ishihira Yūshi Suzuki       | 10 de abril de 2021          | 2 de octubre de 2021        | 25   | Adaptación del manga escrito e ilustrado por Hiro Mashima.                                        | [ 16 ]                      |
| 2021 | Shinigami Bocchan to Kuro Maid | Yoshiki Yamakawa                   | 4 de julio de 2021           | 19 de septiembre de 2021    | 12   | Adaptación del manga escrito e ilustrado por Koharu Inoue.                                        |                             |
| 2021 | Genjitsushugi Yūsha no Ōkoku Saikenki | Takashi Watanabe                   | 3 de julio de 2021           | 25 de septiembre de 2021    | 13   | Adaptación de las novelas ligeras escritas por Dojyomaru e ilustradas por Fuyuyuki.               |                             |
| 2022 | Shikkakumon no Saikyō Kenja | Noriaki Akitaya                    | 8 de enero de 2022           | 26 de marzo de 2022         | 12   | Adaptación de las novelas ligeras escritas por Shinkoshoto e ilustradas por Huuka Kazabana.       |                             |
| 2022 | Genjitsushugi Yūsha no Ōkoku Saikenki Part 2 | Takashi Watanabe                   | 8 de enero de 2022           | 2 de abril de 2022          | 13   | Secuela de Genjitsushugi Yūsha no Ōkoku Saikenki.                                                 |                             |
| 2022 | Bara-Ō no Sōretsu | Kentarō Suzuki                     | 9 de enero de 2022           | 26 de junio de 2022         | 24   | Adaptación del manga escrito e ilustrado por Aya Kanno.                                           |                             |
| 2022 | Shokei Shōjo no Virgin Road | Yoshiki Kawasaki                   | 2 de abril de 2022           | 18 de junio de 2022         | 12   | Adaptación de las novelas ligeras escritas por Mato Satō e ilustradas por Nilitsu.                |                             |
| 2022 | Machikado Mazoku: 2-choume | Hiroaki Sakurai                    | 8 de abril de 2022           | 1 de julio de 2022          | 12   | Secuela de Machikado Mazoku.                                                                      |                             |
| 2022 | Dungeon ni Deai o Motomeru no wa Machigatteiru Darō ka IV: Shin Shou - Meikyuu-hen | Hideki Tachibana                   | 23 de julio de 2022          | 1 de octubre de 2022        | 11   | Secuela de Dungeon ni Deai o Motomeru no wa Machigatteiru Darō ka III.                            | [ 17 ]                      |
| 2023 | Sugar Apple Fairy Tale | Yōhei Suzuki                       | 6 de enero de 2023           | 24 de marzo de 2023         | 12   | Adaptación de las novelas ligeras escritas por Miri Mikawa e ilustradas por aki.                  |                             |
| 2023 | Dungeon ni Deai o Motomeru no wa Machigatteiru Darō ka IV: Fuka Shou - Yakusai-hen | Hideki Tachibana                   | 7 de enero de 2023           | 18 de marzo de 2023         | 11   | Secuela de Dungeon ni Deai o Motomeru no wa Machigatteiru Darō ka IV: Shin Shou - Meikyuu-hen.    | [ 18 ]                      |
| 2023 | Edens Zero 2nd Season | Shinji Ishihira Toshinori Watanabe | 2 de abril de 2023           | 1 de octubre de 2023        | 25   | Secuela de Edens Zero.                                                                            | [ 19 ]                      |
| 2023 | Isekai wa Smartphone to Tomo ni 2nd Season | Yoshiaki Iwasaki                   | 11 de julio de 2017          | 19 de junio de 2023         | 12   | Secuela de Isekai wa Smartphone to Tomo ni.                                                       | [ 20 ]                      |
| 2023 | Niehime to Kemono no Ou | Chiaki Kon                         | 20 de abril de 2023          | 28 de septiembre de 2023    | 24   | Adaptación del manga escrito e ilustrado por Yū Tomofuji.                                         | [ 21 ] [ 22 ]               |
| 2023 | Sugar Apple Fairy Tale Part 2 | Yōhei Suzuki                       | 7 de julio de 2023           | 22 de septiembre de 2023    | 12   | Secuela de Sugar Apple Fairy Tale.                                                                |                             |
| 2023 | Nanatsu no Maken ga Shihai Suru | Masato Matsune                     | 8 de julio de 2023           | 14 de octubre de 2023       | 15   | Adaptación de las novelas ligeras escritas por Bokuto Uno e ilustradas por Miyuki Ruria.          | [ 23 ] [ 24 ]               |
| 2023 | Shinigami Bocchan to Kuro Maid 2nd Season | Yoshiki Yamakawa                   | 9 de julio de 2023           | 24 de septiembre de 2023    | 12   | Secuela de Shinigami Bocchan to Kuro Maid.                                                        | [ 25 ] [ 26 ]               |
| 2024 | Tsuki ga Michibiku Isekai Dōchū Season 2 | Shinji Ishihira                    | 8 de enero de 2024           | 24 de junio de 2024         | 25   | Secuela de Tsuki ga Michibiku Isekai Dōchū.                                                       | [ 27 ] [ 28 ]               |
| 2024 | Shinigami Bocchan to Kuro Maid 3rd Season | Yoshiki Yamakawa                   | 7 de abril de 2024           | 23 de junio de 2024         | 12   | Secuela de Shinigami Bocchan to Kuro Maid 2nd Season.                                             | [ 29 ] [ 30 ]               |
| 2024 | LV2 kara Cheat datta Moto Yūsha Kōho no Mattari Isekai Life | Yoshiaki Iwasaki                   | 8 de abril de 2024           | 24 de junio de 2024         | 12   | Adaptación de las novelas ligeras escritas por Miya Kinojo e ilustradas por Katagiri.             | [ 31 ] [ 32 ]               |
| 2024 | 2.5 Jigen no Yūwaku | Hideki Okamoto                     | 5 de julio de 2024           | 13 de diciembre de 2024     | 24   | Adaptación del manga escrito e ilustrado por Yū Hashimoto.                                        | [ 33 ] [ 34 ] [ 35 ]        |
| 2024 | Fairy Tail: 100 Years Quest | Shinji Ishihira Toshinori Watanabe | 7 de julio de 2024           | 5 de enero de 2025          | 25   | Adaptación del manga escrito por Hiro Mashima e ilustrado por Atsuo Ueda.                         | [ 36 ] [ 37 ]               |
| 2024 | Delico's Nursery | Hiroshi Nishikiori                 | 7 de agosto de 2024          | 28 de noviembre de 2024     | 13   | Basado en la serie de obras de teatro Trump de Kenichi Suemitsu.                                  | [ 38 ] [ 39 ] [ 40 ] [ 41 ] |
| 2024 | Kabushiki Gaisha Magilumiere | Masahiro Hiraoka                   | 4 de octubre de 2024         | 20 de diciembre de 2024     | 12   | Adaptación del manga escrito por Sekka Iwata e ilustrado por Yū Aoki.                             | [ 42 ] [ 43 ]               |
| 2024 | Mahō Tsukai ni Narenakatta Onna no Ko no Hanashi | Takashi Watanabe Masato Matsune    | 5 de octubre de 2024         | 21 de diciembre de 2024     | 12   | Adaptación de la novela escrita por Yuzuki Akasaka.                                               | [ 44 ] [ 45 ] [ 46 ]        |
| 2024 | Dungeon ni Deai o Motomeru no wa Machigatteiru Darō ka V: Hōjō no Megami-hen | Hideki Tachibana                   | 5 de octubre de 2024         | 5 de marzo de 2025          | 15   | Secuela de Dungeon ni Deai o Motomeru no wa Machigatteiru Darō ka IV: Fuka Shou - Yakusai-hen.    | [ 47 ] [ 48 ]               |
| 2024 | Yarinaoshi Reijō wa Ryūtei Heika o Kōryaku-chū | Kentarō Suzuki                     | 9 de octubre de 2024         | 25 de diciembre de 2024     | 12   | Adaptación de las novelas ligeras escritas por Sarasa Nagase e ilustradas por Mitsuya Fuji.       | [ 49 ] [ 50 ] [ 51 ]        |
| 2024 | Maō 2099 | Ryō Andō                           | 13 de octubre de 2024        | 29 de diciembre de 2024     | 12   | Adaptación de las novelas ligeras escritas por Daigo Murasaki e ilustradas por Kureta.            | [ 52 ] [ 53 ] [ 54 ] [ 55 ] |
| 2025 | Honey Lemon Soda | Hiroshi Nishikiori                 | 9 de enero de 2025           | 27 de marzo de 2025         | 12   | Adaptación del manga escrito e ilustrado por Mayu Murata.                                         | [ 56 ] [ 57 ] [ 58 ]        |
| 2025 | Danjo no Yūjō wa Seiritsu Suru? (Iya, Shinai!!) | Yōhei Suzuki                       | 4 de abril de 2025           | 20 de junio de 2025         | 12   | Adaptación de las novelas ligeras escritas por Nana Nanana e ilustradas por Parum.                | [ 59 ] [ 60 ] [ 61 ] [ 62 ] |
| 2025 | Shinjiteita Nakama-tachi ni Dungeon Okuchi de Korosarekaketa ga Gift "Mugen Gacha" de Level 9999 no Nakama-tachi o Te ni Irete Moto Party Member to Sekai ni Fukushuu & "Zamaa!" Shimasu! | Katsushi Sakurabi                  | 3 de octubre de 2025         | —                           | —    | Adaptación de las novelas ligeras escritas por Shisui Meikyō e ilustradas por tef.                | [ 63 ] [ 64 ]               |
| 2025 | One Punch Man 3rd Season | —                                  | Octubre de 2025              | —                           | —    | Secuela de One Punch Man 2nd Season.                                                              | [ 65 ] [ 66 ] [ 67 ]        |
| 2025 | Chichi wa Eiyū, Haha wa Seirei, Musume no Watashi wa Tenseisha. | Riki Fukushima                     | Octubre de 2025              | —                           | —    | Adaptación de las novelas ligeras escritas por Matsuura e ilustradas por keepout.                 | [ 68 ] [ 69 ]               |
| 2026 | Tamon-kun Ima Docchi!? | Chika Nagaoka                      | Enero de 2026                | —                           | —    | Adaptación del manga escrito e ilustrado por Yuki Shiwasu.                                        | [ 70 ] [ 71 ]               |
| 2026 | Kidō Keisatsu Patlabor: EZY | Yutaka Izubuchi                    | 2026                         | —                           | —    | Historia original.                                                                                | [ 72 ]                      |
| —    | Toaru Kagaku no Railgun 4th Season | Tatsuyuki Nagai                    | —                            | —                           | —    | Secuela de Toaru Kagaku no Railgun T.                                                             | [ 73 ]                      |

### Películas
| Año  | Título                                                              | Director(es)                     | Duración | Notas                                                                                            | Refs.  |
| ---- | ------------------------------------------------------------------- | -------------------------------- | -------- | ------------------------------------------------------------------------------------------------ | ------ |
| 1989 | Sengoku Kitan Yōtōden Movie                                         | Osamu Yamazaki                   | 86m      | Recopilación de Yōtōden.                                                                         | [ 74 ] |
| 1990 | Onna Senshi Efe & Jira: Gude no Monshou                             | Kazuhito Kikuchi                 | 45m      | Adaptación de la novela escrita por Reiko Hikawa.                                                | [ 74 ] |
| 1994 | Darkside Blues                                                      | Nobuyasu Furukawa                | 83m      | Adaptación del manga escrito e ilustrado por Hideyuki Kikuchi.                                   | [ 75 ] |
| 1995 | Slayers: The Motion Picture                                         | Hiroshi Watanabe                 | 66m      | Adaptación de la novelas escritas por Hajime Kanzaka.                                            | [ 74 ] |
| 1996 | Slayers Return                                                      | Kunihiko Yuyama Hiroshi Watanabe | 59m      | Secuela de Slayers: The Motion Picture.                                                          | [ 74 ] |
| 1997 | Slayers Great                                                       | Kunihiko Yuyama Hiroshi Watanabe | 58m      | Secuela de Slayers Return.                                                                       | [ 74 ] |
| 1998 | Maze☆Bakunetsu Jikuu: Tenpen Kyoui no Giant                         | Iku Suzuki                       | 42m      | Secuela de Maze☆Bakunetsu Jikuu.                                                                 | [ 74 ] |
| 1998 | Slayers Gorgeous                                                    | Hiroshi Watanabe                 | 60m      | Secuela de Slayers Great.                                                                        | [ 74 ] |
| 1999 | Shōjo Kakumei Utena: Adolescence Mokushiroku                        | Kunihiko Ikuhara                 | 85m      | Historia original.                                                                               | [ 74 ] |
| 2007 | Shakugan no Shana Movie                                             | Takashi Watanabe Shigeru Ueda    | 90m      | Adaptación de las novelas ligeras escritas por Yashichirō Takahashi e ilustradas por Noizi Ito.  | [ 74 ] |
| 2013 | To Aru Majutsu no Index: Endymion no Kiseki                         | Hiroshi Nishikiori               | 90m      | Adaptación de las novelas ligeras escritas por Kazuma Kamachi e ilustradas por Kiyotaka Haimura. | [ 74 ] |
| 2014 | Aki no Kanade                                                       | Yōhei Suzuki                     | 25m      | Historia original.                                                                               | [ 74 ] |
| 2016 | Selector Destructed WIXOSS Movie                                    | Takuya Satō                      | 89m      | Secuela de Selector Spread WIXOSS.                                                               | [ 74 ] |
| 2016 | Tantei Opera Milky Holmes Movie: Gyakushuu no Milky Holmes          | Hiroaki Sakurai                  | 69m      | Secuela de Tantei Kageki Milky Holmes TD.                                                        | [ 74 ] |
| 2019 | Dungeon ni Deai o Motomeru no wa Machigatteiru Darō ka: Orion no Ya | Katsushi Sakurabi                | 82m      | Historia original de Dungeon ni Deai o Motomeru no wa Machigatteiru Darō ka: Orion no Ya.        | [ 74 ] |
| 2021 | Aria the Crepuscolo                                                 | Junichi Satō Takahiro Natori     | 60m      | Secuela de Aria the Avvenire.                                                                    | [ 76 ] |
| 2021 | Ai no Utagoe o Kikasete                                             | Yasuhiro Yoshiura                | 108m     | Historia original.                                                                               | [ 77 ] |
| 2021 | Aria the Benedizione                                                | Junichi Satō Takahiro Natori     | 60m      | Secuela de Aria the Crepuscolo.                                                                  | [ 78 ] |

### ONAs
| Año  | Título                                | Director(es)        | Fecha de primera transmisión | Fecha de última transmisión | Eps. | Notas                                                     | Refs.         |
| ---- | ------------------------------------- | ------------------- | ---------------------------- | --------------------------- | ---- | --------------------------------------------------------- | ------------- |
| 2013 | Saiki Kusuo no Ψ-nan (ONA)            | Desconocido         | 4 de agosto de 2013          | 4 de agosto de 2013         | 1    | Adaptación del manga escrito e ilustrado por Shūichi Asō. | [ 79 ]        |
| 2019 | Saiki Kusuo no Ψ-nan: Ψ-shidou-hen    | Hiroaki Sakurai     | 30 de diciembre de 2019      | 30 de diciembre de 2019     | 6    | Secuela de Saiki Kusuo no Ψ-nan: Kanketsu-hen.            |               |
| 2021 | Gokushufudō                           | Chiaki Kon          | 8 de abril de 2021           | 8 de abril de 2021          | 5    | Adaptación del manga escrito e ilustrado por Kōsuke Ōno.  | [ 80 ]        |
| 2021 | Gokushufudō Part 2                    | Chiaki Kon          | 7 de octubre de 2021         | 7 de octubre de 2021        | 5    | Secuela de Gokushufudō.                                   | [ 81 ]        |
| 2023 | Gokushufudō 2nd Season                | Chiaki Kon          | 1 de enero de 2023           | 1 de enero de 2023          | 5    | Secuela de Gokushufudō Part 2.                            | [ 82 ]        |
| 2024 | Duel Masters LOST Tsuioku no Suishō   | Toshinori Fukushima | 4 de octubre de 2024         | 29 de noviembre de 2024     | 4    | Parte de la franquicia Duel Masters.                      | [ 83 ] [ 84 ] |
| 2024 | Murai no Koi                          | Yoshiki Yamakawa    | 4 de septiembre de 2024      | 20 de noviembre de 2024     | 12   | Adaptación del manga escrito e ilustrado por Junta Shima. | [ 85 ] [ 86 ] |
| 2024 | Duel Masters LOST: Gekka no Shinigami | Riki Fukushima      | 21 de diciembre de 2024      | —                           | —    | Secuela de Duel Masters LOST Tsuioku no Suishō.           | [ 87 ]        |

### OVAs
| Año  | Título | Director(es)                                                  | Fecha de primera transmisión | Fecha de última transmisión | Eps. | Notas                                                                                                   | Refs.  |
| ---- | --- | ------------------------------------------------------------- | ---------------------------- | --------------------------- | ---- | --- | ------ |
| 1987 | Minna Agechau♡ | Osamu Uemura Yoshihide Kuriyama                               | 27 de marzo de 1987          | 27 de marzo de 1987         | 1    | Adaptación del manga escrito e ilustrado por Hikaru Yuzuki.                                             | [ 74 ] |
| 1987 | Sengoku Kitan Yōtōden                                                                                             | Osamu Yamazaki                                                | 21 de mayo de 1987           | 5 de noviembre de 1988      | 3    | Historia original.                                                                                      | [ 74 ] |
| 1987 | High School Agent                                                                                                 | Junichi Sakata                                                | 1 de julio de 1987           | 2 de octubre de 1987        | 2    | Adaptación del manga escrito e ilustrado por Hitoshi Tanimura.                                          | [ 74 ] |
| 1988 | Antique Heart | Junichi Watanabe                                              | 5 de junio de 1988           | 5 de junio de 1988          | 1    | Historia original.                                                                                      | [ 74 ] |
| 1988 | Tokyo Vice | Osamu Yamazaki                                                | 25 de junio de 1988          | 25 de junio de 1988         | 1    | Historia original.                                                                                      | [ 74 ] |
| 1988 | Kosuke-sama, Rikimaru-sama: Konpeitō no Ryū                                                                       | Toyoo Ashida                                                  | 23 de septiembre de 1988     | 23 de septiembre de 1988    | 1    | Historia original.                                                                                      | [ 74 ] |
| 1989 | Kyomu Senshi Miroku                                                                                               | Yoshio Takeuchi                                               | 10 de enero de 1989          | 5 de noviembre de 1989      | 6    | Adaptación del manga escrito e ilustrado por Ken Ishikawa.                                              | [ 74 ] |
| 1989 | Cleopatra D.C. | Naoyuki Yoshinaga                                             | 28 de abril de 1989          | 24 de mayo de 1991          | 3    | Adaptación del manga escrito e ilustrado por Kaoru Shintani.                                            | [ 74 ] |
| 1989 | Yōma | Takashi Anno                                                  | 1 de mayo de 1989            | 1 de junio de 1989          | 2    | Adaptación del manga escrito e ilustrado por Kei Kusunoki.                                              | [ 74 ] |
| 1989 | Ariel Visual | Junichi Watanabe                                              | 21 de julio de 1989          | 21 de agosto de 1989        | 2    | Adaptación de las novelas ligeras escritas por Yūichi Sasamoto e ilustradas por Masahisa Suzuki.        | [ 74 ] |
| 1989 | Earthian | Kenichi Ohnuki Nobuyasu Furukawa Toshiyasu Kogawa             | 26 de julio de 1989          | 21 de diciembre de 1996     | 4    | Adaptación del manga escrito e ilustrado por Yun Kōga.                                                  | [ 74 ] |
| 1989 | Yajikita Gakuen Dōchūki                                                                                           | Yoshihisa Matsumoto                                           | 15 de septiembre de 1989     | 25 de julio de 1991         | 2    | Adaptación del manga escrito e ilustrado por Ryōko Shitō.                                               | [ 74 ] |
| 1990 | 1+2=Paradise | Junichi Watanabe                                              | 23 de febrero de 1990        | 27 de abril de 1990         | 2    | Adaptación del manga escrito e ilustrado por Junko Kamimura.                                            | [ 74 ] |
| 1990 | Ankokushin Denshō Takegami                                                                                        | Osamu Yamazaki                                                | 23 de marzo de 1990          | 24 de enero de 1992         | 3    | Historia original.                                                                                      | [ 74 ] |
| 1990 | Ikenai Boy | Yūji Uchida                                                   | 27 de abril de 1990          | 27 de abril de 1990         | 1    | Adaptación del manga escrito e ilustrado por Yoshihiro Suma.                                            | [ 74 ] |
| 1990 | Ikenai Boy: Ikasu Maruhi Hand Power                                                                               | Yūji Uchida                                                   | 28 de septiembre de 1990     | 28 de septiembre de 1990    | 1    | Secuela de Ikenai Boy.                                                                                  | [ 74 ] |
| 1990 | Osu!! Karate Bu                                                                                                   | Osamu Sekita                                                  | 21 de octubre de 1990        | 25 de julio de 1992         | 4    | Adaptación del manga escrito e ilustrado por Kōji Takahashi.                                            | [ 74 ] |
| 1991 | Ariel Deluxe | Junichi Watanabe                                              | 21 de enero de 1991          | 21 de abril de 1991         | 2    | Secuela de Ariel Visual.                                                                                | [ 74 ] |
| 1991 | Kumo ni Noru | Osamu Sekita                                                  | 8 de marzo de 1991           | 7 de junio de 1991          | 2    | Adaptación del manga escrito e ilustrado por Hiroshi Motomiya.                                          | [ 74 ] |
| 1991 | Yami no Shihosha Judge                                                                                            | Hiroshi Negishi                                               | 15 de junio de 1991          | 15 de junio de 1991         | 1    | Adaptación del manga escrito e ilustrado por Fujihiko Hosono. Coproducción junto a animate Film.        | [ 74 ] |
| 1991 | Ippon Bōchō Mantarō                                                                                               | Yoshio Takeuchi                                               | 21 de junio de 1991          | 21 de diciembre de 1991     | 2    | Adaptación del manga escrito e ilustrado por Big Joe. Coproducción junto a animate Film.                | [ 74 ] |
| 1991 | Ucchare Goshogawara                                                                                               | Kazuhiro Ozawa                                                | 25 de octubre de 1991        | 25 de octubre de 1991       | 1    | Adaptación del manga escrito e ilustrado por Tsuyoshi Nakaima.                                          | [ 74 ] |
| 1991 | Chō Bakumatsu Shōnen Seiki Takamaru                                                                               | Toyoo Ashida                                                  | 1 de noviembre de 1991       | 20 de diciembre de 1991     | 2    | Historia original.                                                                                      | [ 74 ] |
| 1991 | Jingi | Kiyoshi Murayama Kenjirō Yoshida                              | 4 de diciembre de 1991       | 8 de abril de 1992          | 2    | Adaptación del manga escrito e ilustrado por Ayumi Tachihara.                                           | [ 74 ] |
| 1992 | Gin no Otoko | Kōichi Ishiguro                                               | 10 de enero de 1992          | 10 de enero de 1992         | 1    | Adaptación del manga escrito e ilustrado por Hiroshi Motomiya.                                          | [ 74 ] |
| 1992 | Handsome Girl | Shunji Ōga                                                    | 21 de enero de 1992          | 21 de enero de 1992         | 1    | Adaptación del manga escrito e ilustrado por Wataru Yoshizumi.                                          | [ 74 ] |
| 1992 | High School Jingi                                                                                                 | Tetsuro Amino                                                 | 10 de febrero de 1992        | 10 de febrero de 1992       | 1    | Adaptación del manga escrito e ilustrado por Shūshi Mizuho.                                             | [ 74 ] |
| 1992 | Babel Nisei | Yoshihisa Matsumoto                                           | 21 de marzo de 1992          | 21 de octubre de 1992       | 4    | Adaptación del manga escrito e ilustrado por Mitsuteru Yokoyama.                                        | [ 74 ] |
| 1992 | Genji | Ryō Yasumura                                                  | 21 de mayo de 1992           | 10 de octubre de 1992       | 2    | Adaptación del manga escrito e ilustrado por Yun Kōga.                                                  | [ 74 ] |
| 1992 | Gorillaman | Osamu Sekita Yoshinori Nakamura                               | 25 de junio de 1992          | 24 de diciembre de 1993     | 2    | Adaptación del manga escrito e ilustrado por Harold Sakuishi.                                           | [ 74 ] |
| 1992 | Don: Gokudou Suikoden                                                                                             | Osamu Sekita                                                  | 1 de julio de 1992           | 9 de septiembre de 1992     | 2    | Adaptación del manga escrito e ilustrado por Hiroshi Motomiya.                                          | [ 74 ] |
| 1992 | Princess Army: Wedding★Combat                                                                                     | Osamu Sekita                                                  | 1 de agosto de 1992          | 21 de septiembre de 1992    | 2    | Adaptación del manga escrito e ilustrado por Miyuki Kitagawa.                                           | [ 74 ] |
| 1992 | Äpfelland Monogatari                                                                                              | Kunihiko Yuyama                                               | 10 de octubre de 1992        | 10 de octubre de 1992       | 1    | Adaptación del manga escrito e ilustrado por Yoshiki Tanaka.                                            | [ 74 ] |
| 1992 | Gensō Jotan Ellcia                                                                                                | Noriyasu Kogawa                                               | 23 de octubre de 1992        | 23 de septiembre de 1993    | 4    | Historia original.                                                                                      | [ 74 ] |
| 1992 | Shin Chō Bakumatsu Shōnen Seiki Takamaru                                                                          | Satoshi Nishimura Toyoo Ashida                                | 21 de noviembre de 1992      | 20 de junio de 1993         | 6    | Secuela de Chō Bakumatsu Shōnen Seiki Takamaru.                                                         | [ 74 ] |
| 1992 | Neko Hiki no Orōrane                                                                                              | Mizuho Nishikubo                                              | 26 de noviembre de 1992      | 26 de noviembre de 1992     | 1    | Historia original.                                                                                      | [ 74 ] |
| 1992 | Wolf Guy | Naoyuki Yoshinaga                                             | 17 de diciembre de 1992      | 21 de junio de 1993         | 6    | Adaptación del manga escrito por Kazumasa Hirai e ilustrado por Hisashi Sakaguchi.                      | [ 74 ] |
| 1993 | Suna no Bara: Yuki no Mokushiroku                                                                                 | Yasunao Aoki                                                  | 25 de abril de 1993          | 25 de abril de 1993         | 1    | Adaptación del manga escrito e ilustrado por Kaoru Shintani.                                            | [ 74 ] |
| 1993 | Fight!! | Masanori Nishii Ryō Yasumura                                  | 18 de junio de 1993          | 18 de junio de 1993         | 1    | Adaptación del manga escrito e ilustrado por Pink Aomata.                                               | [ 74 ] |
| 1993 | Eightman After | Yoriyasu Kogawa                                               | 21 de agosto de 1993         | 22 de noviembre de 1993     | 4    | Adaptación del manga escrito por Kazumasa Hirai e ilustrado por Jiro Kuwata.                            | [ 74 ] |
| 1993 | Bad Boys | Osamu Sekita Takeshi Yamaguchi                                | 25 de septiembre de 1993     | 9 de agosto de 1998         | 5    | Adaptación del manga escrito e ilustrado por Hiroshi Tanaka.                                            | [ 74 ] |
| 1993 | Yōseiki Suikoden                                                                                                  | Hiroshi Negishi                                               | 25 de septiembre de 1993     | 25 de septiembre de 1993    | 1    | Historia original.                                                                                      | [ 74 ] |
| 1993 | Fortune Quest - Yonimo Shiawase na Bōkensha-tachi                                                                 | Osamu Tsuruyama Takeshi Yamaguchi                             | 9 de octubre de 1993         | 10 de mayo de 1994          | 4    | Adaptación del manga escrito por Mishio Fukazawa e ilustrado por Natsumi Mukai.                         | [ 74 ] |
| 1993 | New Dominion Tank Police                                                                                          | Noboru Furuse                                                 | 21 de octubre de 1993        | 21 de octubre de 1994       | 6    | Secuela de Dominion.                                                                                    | [ 74 ] |
| 1993 | Chōjikū Seiki Orguss 02                                                                                           | Fumihiko Takayama                                             | 5 de diciembre de 1993       | 25 de abril de 1995         | 6    | Secuela de Chōjikū Seiki Orguss.                                                                        | [ 74 ] |
| 1993 | Sono Kinisasete yo: My My Mai                                                                                     | Osamu Sekita                                                  | 16 de diciembre de 1993      | 21 de enero de 1994         | 2    | Adaptación del manga escrito e ilustrado por Masakazu Yamaguchi.                                        | [ 74 ] |
| 1993 | Konpeki no Kantai                                                                                                 | Hiromichi Matano Takeyuki Kanda                               | 24 de diciembre de 1993      | 22 de agosto de 2003        | 32   | Adaptación de una serie de novelas de historia alternativa de Yoshio Aramaki.                           | [ 74 ] |
| 1994 | Shōnan Jun'ai Gumi                                                                                                | Katsumi Minokuchi Gyou Suzuki Takeshi Yamaguchi Noboru Matsui | 21 de enero de 1994          | 24 de enero de 1997         | 5    | Adaptación del manga escrito e ilustrado por Tōru Fujisawa.                                             | [ 74 ] |
| 1994 | Boku wa Konomama Kaeranai                                                                                         | Katsumi Minokuchi                                             | 21 de junio de 1994          | 21 de junio de 1994         | 1    | Adaptación del manga escrito e ilustrado por Kazuna Uchida.                                             | [ 74 ] |
| 1994 | Nessa no Wakusei                                                                                                  | Takashi Asami                                                 | 21 de julio de 1994          | 25 de marzo de 1995         | 2    | Adaptación de las novelas ligeras escritas por Tatenao Hakage e ilustradas por Sangou Fuji.             | [ 74 ] |
| 1994 | Osakana wa Ami no Naka                                                                                            | Takahiro Okabi                                                | 21 de julio de 1994          | 21 de julio de 1994         | 1    | Adaptación del manga escrito e ilustrado por Ranma Nekokichi.                                           | [ 74 ] |
| 1994 | Tanin no Kankei                                                                                                   | Osamu Sekita                                                  | 26 de agosto de 1994         | 21 de octubre de 1994       | 2    | Adaptación del manga escrito e ilustrado por Ichirō Arima.                                              | [ 74 ] |
| 1994 | Sei Michaela Gakuen Hyouryuuki II                                                                                 | Yorifusa Yamaguchi                                            | 21 de octubre de 1994        | 25 de noviembre de 1995     | 2    | Secuela de Sei Michaela Gakuen Hyouryuuki.                                                              | [ 74 ] |
| 1994 | Kusatta Kyōshi no Hōteishiki                                                                                      | Nanako Shimazaki                                              | 25 de noviembre de 1994      | 24 de noviembre de 1995     | 2    | Adaptación del manga escrito e ilustrado por Kazuma Kodaka.                                             | [ 74 ] |
| 1994 | Minerva no Kenshi                                                                                                 | Osamu Sekita Takahiro Okao                                    | 17 de diciembre de 1994      | 18 de diciembre de 1996     | 5    | Historia original.                                                                                      | [ 74 ] |
| 1995 | Boku datte, Kirei ni Shitainda                                                                                    | Desconocido                                                   | Abril de 1995                | Abril de 1995               | 1    | Historia original.                                                                                      | [ 74 ] |
| 1995 | Udauda Yatteru Hima wa Nee!                                                                                       | Katsumi Minoguchi                                             | 7 de abril de 1995           | 25 de agosto de 1995        | 2    | Adaptación del manga escrito e ilustrado por Hideyuki Yonehara.                                         | [ 74 ] |
| 1995 | Shin Megami Tensei: Tokyo Mokushiroku                                                                             | Osamu Yamasaki                                                | 21 de abril de 1995          | 21 de junio de 1995         | 2    | Adaptación del manga escrito por Kazunari Suzuki e ilustrado por Chiaki Ogishima.                       | [ 74 ] |
| 1995 | Keiraku no Houteishiki Level-C                                                                                    | Yorifusa Yamaguchi                                            | 14 de julio de 1995          | 14 de julio de 1995         | 1    | Adaptación del manga escrito e ilustrado por Futaba Aoi y Mitsuba Kurenai.                              | [ 74 ] |
| 1995 | Kodomo no Omocha                                                                                                  | Iku Suzuki                                                    | 16 de diciembre de 1995      | 16 de diciembre de 1995     | 1    | Adaptación del manga escrito e ilustrado por Miho Obana.                                                | [ 74 ] |
| 1996 | Itsuka no Main: Kaminari Shōnen - Tenta Sanjō                                                                     | Hiromichi Matano                                              | 21 de febrero de 1996        | 21 de febrero de 1996       | 1    | Adaptación del manga escrito e ilustrado por Shūshi Mizuho.                                             | [ 74 ] |
| 1996 | Soreyuke! Uchuu Senkan Yamamoto Yōko                                                                              | Akiyuki Shinbo                                                | 6 de marzo de 1996           | 5 de junio de 1996          | 3    | Adaptación de las novelas ligeras escritas por Tatenao Hakage e ilustradas por Sangou Fuji.             | [ 74 ] |
| 1996 | Bounty Hunter: The Hard                                                                                           | Shunji Ōga                                                    | 1 de mayo de 1996            | 1 de mayo de 1996           | 1    | Adaptación del manga escrito e ilustrado por Tetsuya Saruwatari.                                        | [ 74 ] |
| 1996 | Battle Arena Toshinden                                                                                            | Masami Ōbari                                                  | 21 de agosto de 1996         | 21 de agosto de 1996        | 2    | Adaptación del videojuego desarrollado por Tamsoft.                                                     | [ 74 ] |
| 1996 | Maze☆Bakunetsu Jikuu OVA                                                                                          | Iku Suzuki                                                    | 24 de julio de 1996          | 21 de septiembre de 1996    | 2    | Adaptación de las novelas ligeras escritas por Satoru Akahori.                                          | [ 74 ] |
| 1996 | Slayers Specials                                                                                                  | Hiroshi Watanabe                                              | 25 de julio de 1996          | 25 de mayo de 1997          | 3    | Secuela de Slayers Excellent.                                                                           | [ 74 ] |
| 1996 | Shin Hurricane Polymar                                                                                            | Akiyuki Shinbo                                                | 21 de septiembre de 1996     | 21 de febrero de 1997       | 2    | Remake del antiguo programa de superhéroes del mismo nombre. Coproducción junto a Tatsunoko Production. | [ 74 ] |
| 1996 | Byston Well Monogatari: Garzey no Tsubasa                                                                         | Yoshiyuki Tomino                                              | 21 de septiembre de 1996     | 9 de abril de 1997          | 3    | Historia original.                                                                                      | [ 74 ] |
| 1996 | Kojin Jugyō | Tetsuro Amino                                                 | 27 de septiembre de 1996     | 1 de noviembre de 1996      | 2    | Adaptación del manga escrito e ilustrado por U-Jin.                                                     | [ 74 ] |
| 1996 | Chōjin Gakuen Gowcaizer: The Voltage Fighters                                                                     | Masami Ōbari                                                  | 27 de septiembre de 1996     | 31 de enero de 1997         | 3    | Adaptación del videojuego desarrollado por Technōs Japan.                                               | [ 74 ] |
| 1996 | Ginga Ojōsama Densetsu Yuna: Shin'en no Fairy                                                                     | Akiyuki Shinbo                                                | 21 de diciembre de 1996      | 21 de mayo de 1997          | 3    | Secuela de Ginga Ojōsama Densetsu Yuna: Kanashimi no Siren.                                             | [ 74 ] |
| 1997 | Kyokujitsu no Kantai                                                                                              | Hiromichi Matano                                              | 21 de febrero de 1997        | 21 de febrero de 2002       | 15   | Spin-off de Konpeki no Kantai.                                                                          | [ 74 ] |
| 1997 | Kōgyō Aika Volley Boys                                                                                            | Kunihiko Yuyama Katsumi Minoguchi                             | 14 de marzo de 1997          | 25 de abril de 1997         | 2    | Adaptación del manga escrito e ilustrado por Hiroyuki Murata.                                           | [ 74 ] |
| 1997 | Sprite: Between Two Worlds                                                                                        | Takeshi Yamaguchi                                             | 21 de abril de 1997          | 8 de agosto de 1997         | 2    | Adaptación del manga escrito e ilustrado por Shinobu Arimura.                                           | [ 74 ] |
| 1997 | Dennō Sentai Voogie's★Angel                                                                                       | Aoi Takeuchi Masami Ōbari                                     | 24 de julio de 1997          | 24 de julio de 1998         | 3    | Historia original.                                                                                      | [ 74 ] |
| 1997 | Soreyuke! Uchuu Senkan Yamamoto Yōko II                                                                           | Akiyuki Shinbo                                                | 6 de agosto de 1997          | 22 de diciembre de 1997     | 3    | Secuela de Soreyuke! Uchuu Senkan Yamamoto Yōko. Coproducción junto a Front Line.                       | [ 74 ] |
| 1997 | Princess Rouge | Iku Suzuki Isato Date                                         | 25 de septiembre de 1997     | 10 de junio de 1998         | 2    | Historia original.                                                                                      | [ 74 ] |
| 1997 | Detatoko Princess                                                                                                 | Akiyuki Shinbo                                                | 1 de diciembre de 1997       | 21 de mayo de 1998          | 3    | Adaptación del manga escrito e ilustrado por Hitoshi Okuda.                                             | [ 74 ] |
| 1998 | Yume de Aetara | Hiroshi Watanabe                                              | 21 de abril de 1998          | 19 de diciembre de 1998     | 3    | Adaptación del manga escrito e ilustrado por Noriyuki Yamahana.                                         | [ 74 ] |
| 1998 | Fake | Iku Suzuki                                                    | 21 de abril de 1998          | 21 de abril de 1998         | 1    | Adaptación del manga escrito e ilustrado por Sanami Matō.                                               | [ 74 ] |
| 1998 | Dennō Sentai Voogie's★Angel Gaiden: Susume! Super★Angels!                                                         | Hayato Date                                                   | 21 de agosto de 1998         | 19 de septiembre de 1998    | 2    | Versión de parodia de SD de Voogie's Angel basada en su radionovela del mismo nombre.                   | [ 74 ] |
| 1998 | Slayers Excellent                                                                                                 | Hiroshi Watanabe                                              | 25 de octubre de 1998        | 25 de marzo de 1999         | 3    | Secuela de Slayers - The Motion Picture.                                                                | [ 74 ] |
| 2001 | Nekojiru-sō | Tatsuo Satō                                                   | 21 de febrero de 2001        | 21 de febrero de 2001       | 1    | Basado en el trabajo de la artista de manga Nekojiru.                                                   | [ 74 ] |
| 2001 | Puni Puni☆Poemii                                                                                                  | Shinichi Watanabe                                             | 7 de marzo de 2001           | 19 de diciembre de 2001     | 2    | Spin-off de Excel Saga.                                                                                 | [ 74 ] |
| 2001 | Alien 9 | Jirō Fujimoto Yasuhiro Irie                                   | 25 de junio de 2001          | 25 de febrero de 2002       | 4    | Adaptación del manga escrito e ilustrado por Hitoshi Tomizawa.                                          | [ 74 ] |
| 2002 | Kikō Heidan J-Phoenix: PF Lips Shōtai                                                                             | Shinichiro Kimura                                             | 12 de mayo de 2002           | 26 de febrero de 2004       | 3    | Adaptación del videojuego desarrollado por Takara.                                                      | [ 74 ] |
| 2003 | Eiken: Eikenbu yori Ai wo Komete                                                                                  | Kiyotaka Ōhata Alan Smithee                                   | 25 de junio de 2003          | 23 de junio de 2004         | 2    | Adaptación del manga escrito e ilustrado por Seiji Matsuyama.                                           | [ 74 ] |
| 2004 | Sensei no Ojikan: Dokidoki School Hours OVA                                                                       | Yoshiaki Iwasaki                                              | 4 de agosto de 2004          | 2 de febrero de 2005        | 7    | Secuela de Sensei no Ojikan: Dokidoki School Hours.                                                     | [ 74 ] |
| 2006 | Sky Girls OVA | Yoshiaki Iwasaki                                              | 25 de agosto de 2006         | 25 de agosto de 2006        | 1    | Historia original.                                                                                      | [ 74 ] |
| 2006 | Shakugan no Shana: Koi to Onsen no Kōgai Gakushuu!                                                                | Takashi Watanabe                                              | 8 de diciembre de 2006       | 8 de diciembre de 2006      | 1    | Secuela de Shakugan no Shana.                                                                           | [ 74 ] |
| 2008 | PuriGorota: Uchuu no Yuujou Daibouken                                                                             | Kenichi Kasai                                                 | Noviembre de 2008            | Noviembre de 2008           | 1    | Historia original.                                                                                      | [ 74 ] |
| 2009 | Hayate no Gotoku!!: Atsu ga Natsuize - Mizugi-hen!                                                                | Yoshiaki Iwasaki                                              | 6 de marzo de 2009           | 6 de marzo de 2009          | 1    | Secuela de Hayate no Gotoku!.                                                                           | [ 74 ] |
| 2009 | Toradora! Recap                                                                                                   | Tatsuyuki Nagai                                               | 30 de abril de 2009          | 30 de abril de 2009         | 1    | Resumen de la serie Toradora.                                                                           | [ 74 ] |
| 2009 | Nodame Cantabile OVA                                                                                              | Chiaki Kon                                                    | 10 de agosto de 2009         | 10 de agosto de 2009        | 1    | Adaptación del manga escrito e ilustrado por Tomoko Ninomiya.                                           | [ 74 ] |
| 2009 | Shakugan no Shana S                                                                                               | Takashi Watanabe                                              | 23 de octubre de 2009        | 29 de septiembre de 2010    | 4    | Secuela de Shakugan no Shana II.                                                                        | [ 74 ] |
| 2010 | Nodame Cantabile: Finale OVA                                                                                      | Chiaki Kon                                                    | 26 de abril de 2010          | 26 de abril de 2010         | 1    | Secuela de Nodame Cantabile: Finale.                                                                    | [ 74 ] |
| 2010 | Kyō, Koi wo Hajimemasu                                                                                            | Shigeyasu Yamauchi                                            | 25 de junio de 2010          | 23 de octubre de 2010       | 2    | Adaptación del manga escrito e ilustrado por Kanan Minami.                                              | [ 74 ] |
| 2010 | To Aru Kagaku no Railgun: Entenka no Satsuei Model mo Raku Ja Arimasen wa ne.                                     | Tatsuyuki Nagai                                               | 24 de julio de 2010          | 24 de julio de 2010         | 1    | Adaptación del manga escrito por Kazuma Kamachi e ilustrado por Motoi Fuyukawa.                         | [ 74 ] |
| 2010 | To Aru Kagaku no Railgun: Misaka-san wa Ima Chuumoku no Mato desu kara                                            | Tatsuyuki Nagai                                               | 26 de septiembre de 2010     | 26 de septiembre de 2010    | 1    | Adaptación del manga escrito por Kazuma Kamachi e ilustrado por Motoi Fuyukawa.                         | [ 74 ] |
| 2012 | Dangerous Jiisan Ja                                                                                               | Takashi Watanabe                                              | 27 de julio de 2012          | 22 de noviembre de 2012     | 2    | Adaptación del manga escrito e ilustrado por Kazutoshi Soyama.                                          | [ 74 ] |
| 2013 | Joshiraku OVA | Tsutomu Mizushima                                             | 8 de febrero de 2013         | 8 de febrero de 2013        | 1    | Secuela de Joshiraku.                                                                                   | [ 74 ] |
| 2013 | La storia della Arcana Famiglia: Capriccio - stile Arcana Famiglia                                                | Chiaki Kon                                                    | 27 de marzo de 2013          | 27 de marzo de 2013         | 1    | Adaptación de la novela visual desarrollada por HuneX.                                                  | [ 74 ] |
| 2013 | Kill Me Baby: Butsuzou Kegatte Nise Halloween                                                                     | Yoshiki Yamakawa                                              | 16 de octubre de 2013        | 16 de octubre de 2013       | 1    | Adaptación del manga escrito e ilustrado por Kaduho.                                                    | [ 74 ] |
| 2013 | Little Busters! Sekai no Saitou wa Ore ga Mamoru!                                                                 | Yoshiki Yamakawa                                              | 15 de noviembre de 2013      | 15 de noviembre de 2013     | 1    | Adaptación de la novela visual desarrollada por Key.                                                    | [ 74 ] |
| 2014 | To Aru Kagaku no Railgun S: Daiji na Koto wa Zenbu Sentou ni Osowatta                                             | Tatsuyuki Nagai                                               | 25 de marzo de 2014          | 25 de marzo de 2014         | 1    | Adaptación del manga escrito por Kazuma Kamachi e ilustrado por Motoi Fuyukawa.                         | [ 74 ] |
| 2014 | Love Stage!!: Chotto ja Nakutte                                                                                   | Kenichi Kasai                                                 | 22 de noviembre de 2014      | 22 de noviembre de 2014     | 1    | Secuela de Love Stage!!.                                                                                | [ 74 ] |
| 2014 | Kaitō Tenshi Twin Angel: Kyun Kyun☆Tokimeki Paradise!! OVA                                                        | Yoshiaki Iwasaki                                              | 28 de diciembre de 2014      | 28 de diciembre de 2014     | 2    | Basada en una serie de juegos de máquinas tragamonedas de TRIVY Corporation.                            | [ 74 ] |
| 2015 | Witchcraft Works: Takamiya-kun to Imouto no Warudakumi                                                            | Tsutomu Mizushima                                             | 7 de enero de 2015           | 7 de enero de 2015          | 1    | Adaptación del manga escrito e ilustrado por Ryū Mizunagi.                                              | [ 74 ] |
| 2016 | Prison School: Mad Wax                                                                                            | Tsutomu Mizushima                                             | 4 de marzo de 2016           | 4 de marzo de 2016          | 1    | Secuela de Prison School.                                                                               | [ 74 ] |
| 2016 | Shokugeki no Sōma OVA                                                                                             | Yoshitomo Yonetani                                            | 2 de mayo de 2016            | 4 de julio de 2016          | 2    | Adaptación del manga escrito por Yūto Tsukuda e ilustrado por Shun Saeki.                               | [ 74 ] |
| 2016 | Dungeon ni Deai o Motomeru no wa Machigatteiru Darō ka OVA                                                        | Yoshiki Yamakawa                                              | 7 de diciembre de 2016       | 7 de diciembre de 2016      | 1    | Secuela de Dungeon ni Deai o Motomeru no wa Machigatteiru Darō ka.                                      | [ 88 ] |
| 2017 | Amanchu!: Yakusoku no Natsu to Atarashii Omoide no Koto                                                           | Junichi Satō                                                  | 29 de marzo de 2017          | 29 de marzo de 2017         | 1    | Secuela de Amanchu!.                                                                                    | [ 74 ] |
| 2017 | Shokugeki no Sōma: Ni no Sara OVA                                                                                 | Yoshitomo Yonetani                                            | 1 de mayo de 2017            | 4 de julio de 2017          | 2    | Secuela de Shokugeki no Sōma: Ni no Sara.                                                               | [ 74 ] |
| 2017 | UQ Holder! Mahō Sensei Negima! 2 OVA                                                                              | Yōhei Suzuki                                                  | 8 de septiembre de 2017      | 8 de junio de 2018          | 3    | Adaptación del manga escrito e ilustrado por Ken Akamatsu.                                              | [ 74 ] |
| 2017 | Lostorage Conflated WIXOSS: Missing Link                                                                          | Risako Yoshida                                                | 14 de diciembre de 2017      | 14 de diciembre de 2017     | 1    | Secuela de Lostorage Incited WIXOSS.                                                                    | [ 74 ] |
| 2018 | Vatican Kiseki Chōsakan: Majo no Sōp                                                                              | Yoshitomo Yonetani                                            | 11 de abril de 2018          | 11 de abril de 2018         | 1    | Adaptación de las novelas ligeras escritas por Rin Fujiki e ilustradas por THORES Shibamoto.            | [ 74 ] |
| 2018 | Shokugeki no Sōma: San no Sara - Kyokuseiryō no Erina                                                             | Yoshitomo Yonetani                                            | 2 de mayo de 2018            | 2 de mayo de 2018           | 1    | Adaptación del manga escrito por Yūto Tsukuda e ilustrado por Shun Saeki.                               | [ 74 ] |
| 2019 | Hi Score Girl: Extra Stage                                                                                        | Yoshiki Yamakawa                                              | 20 de marzo de 2019          | 20 de marzo de 2019         | 3    | Secuela de Hi Score Girl.                                                                               | [ 74 ] |
| 2019 | Majimoji Rurumo: Kanketsu-hen                                                                                     | Chikara Sakurai                                               | 9 de julio de 2019           | 9 de julio de 2019          | 2    | Secuela de Majimoji Rurumo.                                                                             | [ 74 ] |
| 2020 | Dungeon ni Deai o Motomeru no wa Machigatteiru Darō ka II OVA                                                     | Hideki Tachibana                                              | 29 de enero de 2020          | 29 de enero de 2020         | 1    | Secuela de Dungeon ni Deai o Motomeru no wa Machigatteiru Darō ka.                                      | [ 74 ] |
| 2020 | Tsūjō Kōgeki ga Zentai Kōgeki de Ni-kai Kōgeki no Okāsan wa Suki Desu ka? Namiuchigiwa no Okāsan wa Suki desu ka? | Yoshiaki Iwasaki                                              | 25 de marzo de 2020          | 25 de marzo de 2020         | 1    | Adaptación de las novelas ligeras escritas por Dachima Inaka e ilustradas por Pochi Iida.               | [ 89 ] |
| 2020 | Kud Wafter | Kentarō Suzuki                                                | 28 de noviembre de 2020      | 28 de noviembre de 2020     | 1    | Adaptación de la novela visual desarrollada por Key.                                                    | [ 74 ] |
| 2021 | Dungeon ni Deai o Motomeru no wa Machigatteiru Darō ka III OVA                                                    | Hideki Tachibana                                              | 28 de abril de 2021          | 28 de abril de 2021         | 1    | Secuela de Dungeon ni Deai o Motomeru no wa Machigatteiru Darō ka II.                                   | [ 90 ] |

### Especiales
| Año  | Título                                                                                            | Director(es)                       | Fecha de primera transmisión | Fecha de última transmisión | Eps. | Notas | Refs.  |
| ---- | ------------------------------------------------------------------------------------------------- | ---------------------------------- | ---------------------------- | --------------------------- | ---- | --- | ------ |
| 1987 | Yami no Purple Eye                                                                                | Mizuho Nishikubo                   | 1987                         | 1987                        | 1    | Adaptación del manga escrito e ilustrado por Chie Shinohara.                                                                             | [ 91 ] |
| 1995 | Zukkoke Sannin-gumi: Kusunoki Yashiki no Guruguru-sama                                            | Iku Suzuki                         | 11 de noviembre de 1995      | 11 de noviembre de 1995     | 1    | Historia original. | [ 74 ] |
| 1997 | Konpeki no Kantai: Sōrai Kaihatsu Monogatari                                                      | Hiromichi Matano                   | 4 de abril de 1997           | 4 de abril de 1997          | 1    | Historia original. | [ 74 ] |
| 2001 | Azumanga Daioh The Animation                                                                      | Hiroshi Nishikiori                 | 25 de diciembre de 2001      | 25 de diciembre de 2001     | 1    | Adaptación del manga escrito e ilustrado por Kiyohiko Azuma.                                                                             | [ 74 ] |
| 2002 | Ai Yori Aoshi: Yumegatari                                                                         | Masami Shimoda                     | 1 de abril de 2002           | 1 de abril de 2002          | 1    | Adaptación del manga escrito e ilustrado por Kou Fumizuki.                                                                               | [ 74 ] |
| 2003 | Nanaka 6/17 Special                                                                               | Hiroaki Sakurai                    | 17 de junio de 2003          | 17 de junio de 2003         | 1    | Adaptación del manga escrito e ilustrado por Ken Yagami.                                                                                 | [ 74 ] |
| 2003 | Chicchana Yukitsukai Sugar Specials                                                               | Shinichiro Kimura                  | 21 de agosto de 2003         | 28 de agosto de 2003        | 2    | Secuela de Chicchana Yukitsukai Sugar.                                                                                                   | [ 74 ] |
| 2003 | Ai Yori Aoshi: Enishi - Miyuki                                                                    | Masami Shimoda                     | 31 de diciembre de 2003      | 31 de diciembre de 2003     | 1    | Adaptación del manga escrito e ilustrado por Kou Fumizuki.                                                                               | [ 74 ] |
| 2004 | Hikari to Mizu no Daphne Specials                                                                 | Takashi Ikehata                    | 23 de abril de 2004          | 22 de octubre de 2004       | 2    | Historia original. | [ 74 ] |
| 2005 | Loveless Specials                                                                                 | Yū Kō                              | 1 de noviembre de 2005       | 27 de abril de 2006         | 6    | Adaptación del manga escrito e ilustrado por Yun Kōga.                                                                                   | [ 74 ] |
| 2005 | Hachimitsu to Clover Specials                                                                     | Kenichi Kasai                      | 23 de diciembre de 2005      | 24 de febrero de 2006       | 2    | Secuela de Hachimitsu to Clover. | [ 74 ] |
| 2006 | Shakugan no Shana: Friagne & Marianne no Naze Nani Shana! Nandemo Shitsumonbako!                  | Takashi Watanabe                   | 25 de enero de 2006          | 25 de agosto de 2006        | 8    | Una serie de cortos especiales donde Friagne y Marianne explican diferentes términos de la serie.                                        | [ 74 ] |
| 2006 | Shakugan no Shana-tan                                                                             | Takashi Watanabe                   | 25 de enero de 2006          | 4 de abril de 2007          | 4    | Adaptación de las novelas ligeras escritas por Yashichirō Takahashi e ilustradas por Noizi Ito.                                          | [ 74 ] |
| 2006 | Yomigaeru Sora: Rescue Wings - Saigo no Shigoto                                                   | Katsushi Sakurabi                  | 17 de junio de 2006          | 17 de junio de 2006         | 1    | Historia original. | [ 74 ] |
| 2006 | Shakugan no Shana-tan                                                                             | Takashi Watanabe                   | 27 de octubre de 2006        | 27 de octubre de 2006       | 3    | Episodios exclusivos de la revista Shakugan no Shana no Subete.                                                                          | [ 74 ] |
| 2006 | Yomigaeru Sora Pilot                                                                              | Katsushi Sakurabi                  | 27 de octubre de 2006        | 27 de octubre de 2006       | 1    | Historia original. | [ 74 ] |
| 2006 | Winter Garden                                                                                     | Hiroaki Sakurai                    | 22 de diciembre de 2006      | 23 de diciembre de 2006     | 2    | Historia original. | [ 74 ] |
| 2007 | Shakugan no Shana: Shana & Yuuji no Naze Nani Shana! Nandemo Shitsumonbako!                       | Takashi Watanabe                   | 4 de abril de 2007           | 4 de abril de 2007          | 1    | Un corto especial promocional de la película donde Shana y Yuji explican diferentes términos de la serie.                                | [ 74 ] |
| 2007 | Shakugan no Shana-tan Movie                                                                       | Takashi Watanabe                   | 21 de septiembre de 2007     | 21 de septiembre de 2007    | 1    | Especial de Shana-tan incluido con el DVD de la colección especial editada por el director de la película Shakugan no Shana.             | [ 74 ] |
| 2007 | Potemayo Specials                                                                                 | Takashi Ikehata                    | 28 de septiembre de 2007     | 22 de febrero de 2008       | 6    | Adaptación del manga yonkoma escrito e ilustrado por Haruka Ogataya.                                                                     | [ 74 ] |
| 2007 | Nodame Cantabile: Nodame to Chiaki no Umi Monogatari                                              | Kenichi Kasai                      | 5 de octubre de 2007         | 5 de octubre de 2007        | 1    | Adaptación del manga escrito e ilustrado por Tomoko Ninomiya.                                                                            | [ 74 ] |
| 2007 | Sky Girls Specials                                                                                | Yoshiaki Iwasaki                   | 13 de noviembre de 2007      | 25 de junio de 2008         | 9    | Historia original. | [ 74 ] |
| 2008 | Shakugan no Shana-tan II                                                                          | Takashi Watanabe                   | 25 de enero de 2008          | 19 de octubre de 2009       | 3    | Secuela de Shakugan no Shana-tan. | [ 74 ] |
| 2008 | Shigofumi Picture Drama                                                                           | Tatsuo Satō                        | 25 de marzo de 2008          | 26 de septiembre de 2008    | 7    | Historias secundarias publicadas exclusivamente en DVD.                                                                                  | [ 74 ] |
| 2008 | KimiKiss Pure Rouge: Love Fighter                                                                 | Kenichi Kasai                      | 22 de agosto de 2008         | 22 de agosto de 2008        | 1    | Episodio único lanzado en DVD titulado 'love fighter'.                                                                                   | [ 74 ] |
| 2008 | Zero no Tsukaima: Princesses no Rondo Picture Drama                                               | Yū Kō                              | 25 de septiembre de 2008     | 25 de marzo de 2009         | 7    | Episodios incluidos en cada volumen de DVD de Zero no Tsukaima: Princesses no Rondo.                                                     | [ 74 ] |
| 2008 | Shigofumi: Sore kara                                                                              | Tatsuo Satō                        | 26 de septiembre de 2008     | 26 de septiembre de 2008    | 1    | Secuela de Shigofumi. | [ 74 ] |
| 2008 | Zero no Tsukaima: Princesses no Rondo - Yuuwaku no Sunahama                                       | Yū Kō                              | 25 de diciembre de 2008      | 25 de diciembre de 2008     | 1    | Relacionado con Zero no Tsukaima: Princesses no Rondo.                                                                                   | [ 74 ] |
| 2009 | Toradora!: SOS! Kuishinbou Banbanzai                                                              | Tatsuyuki Nagai                    | 3 de febrero de 2009         | 26 de agosto de 2009        | 4    | Cortometrajes en DVD que presentan las formas en miniatura de los personajes de Toradora hablando y comiendo comida.                     | [ 74 ] |
| 2009 | To Aru Majutsu no Index-tan                                                                       | Hiroshi Nishikiori                 | 7 de febrero de 2009         | 29 de mayo de 2009          | 2    | Una serie de cortos protagonizados por Index-tan.                                                                                        | [ 74 ] |
| 2009 | Ami no Monomane 150 Renpatsu                                                                      | Tatsuyuki Nagai                    | 30 de abril de 2009          | 30 de abril de 2009         | 1    | Una escena que quedó fuera del episodio 6. Incluida como contenido extra en el BD/DVD de la caja prémium de Toradora PSP.                | [ 74 ] |
| 2009 | Hatsukoi Limited.: Gentei Shōjo                                                                   | Yoshiki Yamakawa                   | 24 de julio de 2009          | 23 de diciembre de 2009     | 6    | Adaptación del manga escrito e ilustrado por Mizuki Kawashita.                                                                           | [ 74 ] |
| 2009 | Taishō Yakyū Musume. Specials                                                                     | Takashi Ikehata                    | 7 de octubre de 2009         | 6 de enero de 2010          | 2    | Adaptación de las novelas ligeras escritas por Atsushi Kagurazaka e ilustradas por Sadaji Koike.                                         | [ 74 ] |
| 2009 | Shakugan no Shana-tan S                                                                           | Takashi Watanabe                   | 23 de octubre de 2009        | 29 de septiembre de 2010    | 4    | Secuela de Shakugan no Shana-tan II. | [ 74 ] |
| 2010 | To Aru Kagaku no Railgun: Motto Marutto Railgun                                                   | Tatsuyuki Nagai                    | 29 de enero de 2010          | 28 de mayo de 2010          | 2    | Especiales de To Aru Kagaku no Railgun que se lanzaron en el primer y quinto volumen de Blu-ray y DVD.                                   | [ 74 ] |
| 2010 | Nodame Cantabile: Finale - Mine to Kiyora no Saikai                                               | Kenichi Kasai                      | 7 de abril de 2010           | 7 de abril de 2010          | 1    | Secuela de Nodame Cantabile: Paris-hen.                                                                                                  | [ 74 ] |
| 2010 | Kaichō wa Maid-sama!: Goshujinsama to Asonjao♥                                                    | Hiroaki Sakurai                    | 24 de julio de 2010          | 24 de julio de 2010         | 1    | Adaptación del manga escrito e ilustrado por Hiro Fujiwara.                                                                              | [ 74 ] |
| 2010 | Otome Yōkai Zakuro Picture Drama                                                                  | Chiaki Kon                         | 24 de noviembre de 2010      | 26 de enero de 2011         | 2    | Adaptación del manga escrito e ilustrado por Lily Hoshino.                                                                               | [ 74 ] |
| 2011 | To Aru Majutsu no Index-tan II                                                                    | Hiroshi Nishikiori                 | 26 de enero de 2011          | 22 de junio de 2011         | 2    | Secuela de To Aru Majutsu no Index-tan.                                                                                                  | [ 74 ] |
| 2011 | Kaichō wa Maid-sama!: Omake da yo!                                                                | Hiroaki Sakurai                    | 11 de mayo de 2011           | 11 de mayo de 2011          | 1    | Episodio extra incluido en el volumen 10 del Blu-ray y DVD, titulado "Omake dayo (¡Es un extra!)".                                       | [ 74 ] |
| 2011 | Tantei Opera Milky Holmes: Summer Special                                                         | Makoto Moriwaki                    | 25 de agosto de 2011         | 25 de agosto de 2011        | 1    | Un programa especial de Tantei Opera Milky Holmes producido por el personal de la serie de televisión.                                   | [ 74 ] |
| 2011 | Toradora!: Bentō no Gokui                                                                         | Tatsuyuki Nagai                    | 21 de diciembre de 2011      | 21 de diciembre de 2011     | 1    | Un episodio no emitido incluido en la caja de Blu-ray.                                                                                   | [ 74 ] |
| 2011 | Hidan no Aria: Butei ga Kitarite Onsen Kenshuu                                                    | Takashi Watanabe                   | 21 de diciembre de 2011      | 21 de diciembre de 2011     | 1    | Secuela de Hidan no Aria. | [ 74 ] |
| 2012 | Shakugan no Shana-tan III (Final): Final Destruction                                              | Takashi Watanabe                   | 27 de enero de 2012          | 30 de mayo de 2012          | 2    | Secuela de Shakugan no Shana-tan S. | [ 74 ] |
| 2012 | Accel World: Acchel World.                                                                        | Masakazu Obara                     | 25 de julio de 2012          | 27 de febrero de 2013       | 8    | Spin-off de Accel World incluido en el Blu-ray y DVD.                                                                                    | [ 74 ] |
| 2012 | Tantei Opera Milky Holmes Alternative                                                             | Makoto Moriwaki                    | 18 de agosto de 2012         | 9 de diciembre de 2012      | 2    | Historia original. Coproducción junto a Artland.                                                                                         | [ 92 ] |
| 2012 | Bakuman. 2nd Season Special                                                                       | Kenichi Kasai Noriaki Akitaya      | 26 de septiembre de 2012     | 26 de septiembre de 2012    | 1    | Adaptación del manga escrito por Tsugumi Ōba e ilustrado por Takeshi Obata.                                                              | [ 74 ] |
| 2012 | Bakuman.: Deraman.                                                                                | Kenichi Kasai Noriaki Akitaya      | 29 de septiembre de 2012     | 2 de enero de 2013          | 2    | Resumen de las dos temporadas anteriores de Bakuman.                                                                                     | [ 74 ] |
| 2013 | Chocotan!                                                                                         | Chiaki Kon                         | 17 de marzo de 2013          | 17 de marzo de 2013         | 1    | Adaptación del manga escrito e ilustrado por Kozue Takeuchi.                                                                             | [ 74 ] |
| 2013 | Bakuman. 3rd Season Special                                                                       | Kenichi Kasai Noriaki Akitaya      | 26 de junio de 2013          | 28 de agosto de 2013        | 2    | Adaptación del manga escrito por Tsugumi Ōba e ilustrado por Takeshi Obata.                                                              | [ 74 ] |
| 2013 | Hentai Ōji to Warawanai Neko.: Henneko BBS                                                        | Yōhei Suzuki                       | 26 de junio de 2013          | 27 de noviembre de 2013     | 13   | Especiales que se transmitieron inicialmente como CM a partir de enero de 2013 y luego se incluyeron en volúmenes de Blu-ray y DVD.      | [ 74 ] |
| 2013 | To Aru Kagaku no Railgun S: Motto Marutto Railgun                                                 | Tatsuyuki Nagai                    | 24 de julio de 2013          | 27 de noviembre de 2013     | 2    | Especiales de To Aru Kagaku no Railgun que se lanzaron en volúmenes de Blu-ray y DVD.                                                    | [ 74 ] |
| 2013 | To Aru Majutsu no Index-tan Movie: Endymion no Kiseki - Ga Attari Nakattari                       | Hiroshi Nishikiori                 | 28 de agosto de 2013         | 28 de agosto de 2013        | 1    | Animación adicional de Index-tan incluida en la edición especial del Blu-ray de la película To Aru Majutsu no Index: Endymion no Kiseki. | [ 74 ] |
| 2014 | Little Busters! EX                                                                                | Yoshiki Yamakawa                   | 29 de enero de 2014          | 30 de julio de 2014         | 8    | Adaptación de la novela visual desarrollada por Key.                                                                                     | [ 74 ] |
| 2014 | Tsubasa to Hotaru                                                                                 | Chiaki Kon                         | 16 de marzo de 2014          | 16 de marzo de 2014         | 1    | Adaptación del manga escrito e ilustrado por Nana Haruta.                                                                                | [ 74 ] |
| 2014 | Witch Craft Works Specials                                                                        | Tsutomu Mizushima                  | 26 de marzo de 2014          | 27 de agosto de 2014        | 6    | Especiales incluidos los Blu-rays y DVDs de Witch Craft Works.                                                                           | [ 74 ] |
| 2014 | Selector Infected WIXOSS: Midoriko-san to Piruruku-tan                                            | Takuya Satō                        | 27 de agosto de 2014         | 19 de diciembre de 2014     | 3    | Parte de una franquicia multimedia producida por Takara Tomy, J.C.Staff y Warner Bros. Entertainment Japan.                              | [ 74 ] |
| 2014 | Ano Natsu de Matteru: Bokutachi wa Koukou Saigo no Natsu wo Sugoshinagara, Ano Natsu de Matteiru. | Tatsuyuki Nagai                    | 29 de agosto de 2014         | 29 de agosto de 2014        | 1    | Secuela de Ano Natsu de Matteru. | [ 74 ] |
| 2014 | To Aru Majutsu no Index 10-shuunen Kinen PV                                                       | Hiroshi Nishikiori                 | 10 de septiembre de 2014     | 10 de septiembre de 2014    | 1    | Episodio especial para celebrar los diez años de la carrera profesional de Kazuma Kamachi como escritor.                                 | [ 74 ] |
| 2015 | Tsubasa to Hotaru (2015)                                                                          | Chiaki Kon                         | 6 de marzo de 2015           | 27 de marzo de 2015         | 4    | Cuatro episodios que se transmitieron por televisión como segmentos dentro del programa de televisión infantil Oha Suta.                 | [ 74 ] |
| 2015 | Kimi no Sumu Machi                                                                                | Desconocido                        | 21 de noviembre de 2015      | 21 de noviembre de 2015     | 1    | Cortometraje de animación original que se emitió como parte de la promoción del evento "Bunkyo+Waseda Bungo Week".                       | [ 74 ] |
| 2015 | Heavy Object: Dai 37 Kidō Seihi Daitai - Sakusen Kiroku                                           | Takashi Watanabe                   | 5 de diciembre de 2015       | 5 de diciembre de 2015      | 1    | Resumen de los primeros nueve episodios de Heavy Object.                                                                                 | [ 74 ] |
| 2016 | Tsubasa to Hotaru (2016)                                                                          | Chiaki Kon                         | 10 de mayo de 2016           | 24 de mayo de 2016          | 3    | Secuela de Tsubasa to Hotaru (2015). | [ 74 ] |
| 2016 | Amanchu!: Upyopyo Dive Tsukkome! Umi no Sekai!                                                    | Junichi Satō                       | 26 de octubre de 2016        | 29 de marzo de 2017         | 6    | Cortos especiales incluidos en los volúmenes Blu-ray 2-7 de Amanchu!.                                                                    | [ 74 ] |
| 2016 | Tantei Opera Milky Holmes: Fun Fun Party Night♪ - Ken to Janet no Okurimono                       | Makoto Moriwaki                    | 31 de diciembre de 2016      | 31 de diciembre de 2016     | 1    | Historia original. | [ 74 ] |
| 2017 | Minami Kamakura Kōkō Joshi Jitensha-Bu: Kita yo, Taiwan!                                          | Susumu Kudō                        | 15 de mayo de 2017           | 15 de mayo de 2017          | 1    | Episodio no emitido incluido con el lanzamiento del Blu-ray de edición especial.                                                         | [ 74 ] |
| 2017 | Tantei Opera Milky Holmes: Arsene Karei naru Yokubou                                              | Makoto Moriwaki                    | 31 de diciembre de 2017      | 31 de diciembre de 2017     | 1    | Historia original. | [ 74 ] |
| 2018 | Kujira no Kora wa Sajō ni Manabu!                                                                 | Kyōhei Ishiguro                    | 26 de enero de 2018          | 26 de enero de 2018         | 2    | Episodios especiales incluidos con los volúmenes de Blu-ray y DVD de Kujira no Kora wa Sajō ni Utau.                                     | [ 74 ] |
| 2018 | To Aru Majutsu no Index-tan III                                                                   | Hiroshi Nishikiori                 | 26 de diciembre de 2018      | 30 de abril de 2019         | 2    | Secuela de To Aru Majutsu no Index-tan II.                                                                                               | [ 74 ] |
| 2018 | Saiki Kusuo no Ψ-nan: Kanketsu-hen                                                                | Hiroaki Sakurai                    | 28 de diciembre de 2018      | 28 de diciembre de 2018     | 1    | Secuela de Saiki Kusuo no Ψ-nan 2. | [ 74 ] |
| 2018 | Tantei Opera Milky Holmes: Psycho no Aisatsu                                                      | Makoto Moriwaki                    | 31 de diciembre de 2018      | 31 de diciembre de 2018     | 1    | Secuela de Tantei Opera Milky Holmes: Arsene Karei naru Yokubou.                                                                         | [ 74 ] |
| 2019 | One Punch Man 2nd Season Commemorative Special                                                    | Chikara Sakurai                    | 3 de abril de 2019           | 3 de abril de 2019          | 1    | Resumen especial en conmemoración de la segunda temporada de One Punch Man.                                                              | [ 74 ] |
| 2019 | Dungeon ni Deai o Motomeru no wa Machigatteiru Darō ka II: Past & Future                          | Hideki Tachibana                   | 6 de julio de 2019           | 6 de julio de 2019          | 1    | Resumen de la primera temporada de Dungeon ni Deai o Motomeru no wa Machigatteiru Darō ka.                                               | [ 74 ] |
| 2019 | Hangyakusei Million Arthur: Saraba Itoshi no Danchou                                              | Yōhei Suzuki                       | 2 de octubre de 2019         | 2 de octubre de 2019        | 1    | Episodio no emitido incluido con el sexto volumen de Blu-ray de la serie de anime Hangyakusei Million Arthur.                            | [ 74 ] |
| 2019 | One Punch Man 2nd Season Commemorative Special                                                    | Chikara Sakurai                    | 25 de octubre de 2019        | 27 de marzo de 2020         | 6    | Cortos especiales incluidos en los Blu-rays y DVDs de One Punch Man 2nd Season.                                                          | [ 74 ] |
| 2019 | Toaru Kagaku no Accelerator: Tobidase Ippō-san - Hachamecha Kaishingeki                           | Nobuharu Kamanaka                  | 30 de octubre de 2019        | 30 de octubre de 2019       | 1    | Especial incluido en el primer volumen del Blu-ray/DVD de Toaru Kagaku no Accelerator.                                                   | [ 74 ] |
| 2020 | Toaru Kagaku no Railgun T: Motto Marutto Railgun                                                  | Tatsuyuki Nagai                    | 30 de abril de 2020          | 9 de octubre de 2020        | 2    | Episodios especiales incluidos con los volúmenes de Blu-ray y DVD de Toaru Kagaku no Railgun T.                                          | [ 74 ] |
| 2021 | Blue Reflection Ray Special                                                                       | Risako Yoshida                     | 3 de julio de 2021           | 3 de julio de 2021          | 1    | Resumen de los primeros 12 episodios de Blue Reflection Ray.                                                                             | [ 74 ] |
| 2022 | Bara-Ō no Sōretsu Recap                                                                           | Kentarō Suzuki                     | 3 de abril de 2022           | 3 de abril de 2022          | 1    | Resumen de los primeros 12 episodios de Bara-Ō no Sōretsu.                                                                               | [ 74 ] |
| 2022 | Dungeon ni Deai o Motomeru no wa Machigatteiru Darō ka IV Episode 0                               | Hideki Tachibana                   | 9 de julio de 2022           | 9 de julio de 2022          | 1    | Resumen especial de las tres temporadas anteriores de Dungeon ni Deai o Motomeru no wa Machigatteiru Darō ka.                            | [ 74 ] |
| 2024 | Fairy Tail: 100 Years Quest - Kanwa - Lucy's Diary                                                | Shinji Ishihira Toshinori Watanabe | 6 de octubre de 2024         | 6 de octubre de 2024        | 1    | Resumen de los primeros 13 episodios de Fairy Tail: 100 Years Quest .                                                                    | [ 74 ] |
| 2024 | Delico's Nursery: Ikuji Nisshi                                                                    | Hiroshi Nishikiori                 | 10 de octubre de 2024        | 10 de octubre de 2024       | 1    | Resumen de los primeros 6 episodios de Delico's Nursery.                                                                                 | [ 74 ] |